# مرسيدس-بنز
مرسيدس-بنز (بالألمانية: Mercedes-Benz)؛ (تُلفظ بالألمانية: [mɛɐ̯ˈtseːdəsˌbɛnts, -dɛs-])  هي علامة ألمانية عالمية للسيارات وهي شركة فرعية تابعة لشركة دايملر. تشتهر مرسيدس-بنز بالمركبات الفاخرة وعربات النقل والشاحنات والحافلات وسيارات الإسعاف. يقع مقرها الرئيسي في مدينة شتوتغارت في ولاية بادن فورتمبيرغ. ظهرت العلامة لأول مرة في عام 1925.
عند نشوء دايملر بنز. في عام 2018 كانت مرسيدس بنز العلامة التجارية الأكثر مبيعاً للسيارات الفاخرة في العالم حيث باعت 2.31 مليون سيارة. ظهر الاسم لأول مرة في عام 1926 في عهد ديملر بنز.
تعود أصول مرسيدس-بنز إلى دايملر موتورين جيزيلشافت المنتجة من شركة محركات دايملر عام 1901 وبينز باتينت موتورفاغن المصممة على يد المهندس كارل بنز عام 1886، والتي تعتبر على نطاق واسع أول سيارة تعمل بالبنزين. شعار العلامة التجارية هو «الأفضل أو لا شيء». ويُنظر إليها على نطاق واسع على أنها أول محرك احتراق داخلي في سيارة ذاتية الدفع.
ظهر اسم العلامة التجارية "مرسيدس" في أوائل القرن العشرين، مستوحى من مرسيدس جيلينيك، ابنة تاجر السيارات إميل جيلينيك. لعب جيلينيك دورًا فعالاً في الترويج لمركبات دايملر، وفي عام 1900، كلف بتطوير محرك جديد سمي على اسم ابنته. أدى هذا إلى إنشاء سيارة مرسيدس 35 حصانًا عام 1901، وهو الطراز الذي وضع معايير جديدة في تصميم السيارات والأداء. عزز نجاح هذه السيارة اسم مرسيدس في عالم السيارات.
في عام 1926، أدى اندماج كبير بين شركتي كارل بنز وجوتليب دايملر إلى تشكيل شركة دايملر بنز إيه جي، والتي جمعت رسميًا بين الإرثين الرائدين تحت العلامة التجارية مرسيدس بنز. جمع هذا الاتحاد بين خبرتهما ومواردهما، مما دفع الشركة إلى طليعة الابتكار في مجال السيارات. طوال القرن العشرين، قدمت مرسيدس بنز العديد من التطورات التكنولوجية، بما في ذلك تطوير ميزات السلامة مثل منطقة التصادم وأنظمة المكابح المانعة للانغلاق، مما عزز سمعتها في التميز الهندسي.
مع دخول القرن الحادي والعشرين، استمرت مرسيدس بنز في الريادة في الابتكار، واعتماد التقنيات المستدامة والرقمنة. ويشير طرح سلسلة EQ إلى التزام العلامة التجارية بالتنقل الكهربائي، في حين تعكس التطورات في القيادة الذاتية والاتصال تفانيها في تشكيل مستقبل النقل. وبفضل إرثها الذي يمتد لأكثر من قرن من الزمان، تظل مرسيدس-بنز مرادفة للفخامة والأداء والتكنولوجيا المتطورة في صناعة السيارات.

## لمحة تاريخية

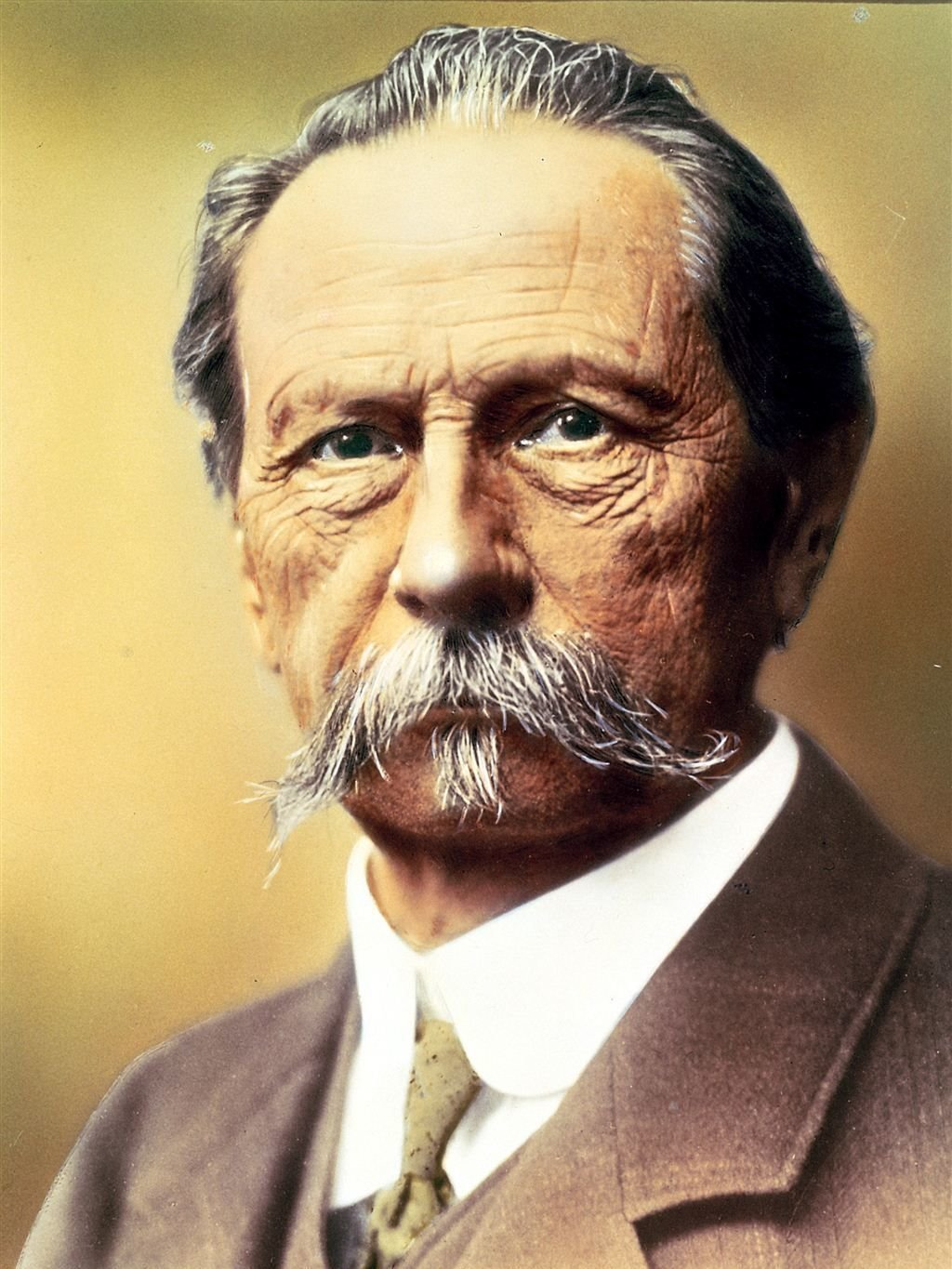
كارل بنز. قام بصنع بينز باتينت موتورفاغن عام 1886، التي تعتبر على نطاق واسع أول سيارة.

تعود أصول مرسيدس-بنز إلى إختراع كارل بنز لأول سيارة تعمل بالبنزين، وهي سيارة بنز باتنت موتورفاغن، وحصلت على براءة اختراع في يناير 1886، وإلى تحويل غوتليب دايملر والمهندس فيلهلم مايباخ عربة جياد إلى سيارة عن طريق إضافة محرك بنزين في وقت لاحق من ذلك العام. تم تسويق سيارة مرسيدس لأول مرة في عام 1901 بواسطة شركة محركات دايملر.
في عام 1902 قام رائد أعمال السيارات النمساوي إميل يلينك، الذي عمل مع شركة محركات دايملر، بإبتكار العلامة التجارية بعد أن أطلق اسم مرسيدس 35 حصان ‏ على السيارة المصنعة عام 1901 وذلك تيمناً باسم ابنته مرسيدس يلنيك. كان إميل يلينك رجل أعمال وخبيرًا استراتيجيًا للتسويق قام بترويج سيارات دايملر في أوساط نخبة المجتمع في منزله الذي استأجره، والذي كان في ذلك الوقت مكانًا للقاء نخبة المجتمع في فرنسا وأوروبا، وخاصة في فصل الشتاء. ومن بين عملائه عائلة روتشيلد وشخصيات معروفة أخرى. لكن خطط يلنيك ذهبت أبعد من ذلك: في وقت مبكر من عام 1901 كان يبيع سيارات مرسيدس في العالم الجديد أيضًا، بما في ذلك المليارديرات الأمريكيون روكفلر وأستور ومورغان. في سباق في نيس في عام 1899 قاد يلينك تحت اسم مستعار "Monsieur Mercédès"، وهي طريقة لإخفاء اسم المنافس الحقيقي حيث كان ذلك طبيعيًا ويتم بانتظام في تلك الأيام. يعد السباق ساعة ميلاد العلامة التجارية لمرسيدس بنز. في عام 1901 تم تسجيل اسم «مرسيدس» من قبل شركة محركات دايملر (DMG) في جميع أنحاء العالم كعلامة تجارية محمية. تم إنتاج سيارات مرسيدس بنز الأولى في عام 1926 بعد اندماج شركتي كارل بنز وغوتليب دايملر في شركة دايملر بنز في 28 حزيران/يونيو من نفس العام.
ولد غوتليب دايملر في 17 آذار/مارس 1834 في شورندورف. بعد عمله وتدربه كصانع أسلحة في فرنسا التحق بكلية الفنون التطبيقية في شتوتغارت من عام 1857 إلى عام 1859. بعد الانتهاء من الأنشطة الفنية المختلفة في فرنسا وإنجلترا، بدأ عام 1862 العمل كرسام فني في غايزلينغن. وفي نهاية عام 1863 تم تعيينه كمفتش ورشة عمل في مصنع للأدوات الآلية في رويتلينغن، حيث التقى فيلهلم مايباخ عام 1865.
طوال الثلاثينيات من القرن الماضي أنتجت مرسيدس بنز طراز 770، وهي سيارة كانت رائجة خلال الفترة النازية في ألمانيا. كان من المعروف أن أدولف هتلر كان يقود هذه السيارات خلال فترة وجوده في السلطة، مع زجاج أمامي مضاد للرصاص. تم بيع معظم النماذج المتبقية في مزادات للمشترين من القطاع الخاص. واحدة منها تعرض حالياً في متحف الحرب الكندي في أوتاوا، أونتاريو. غالبًا ما يتم تزويد بابا الفاتيكان بسيارة من مرسيدس بنز. في عام 1944 تم استخدام 46000 عامل بشكل قسري في مصانع دايملر بنز لدعم جهود الحرب النازية. فيما بعد دفعت الشركة 12 مليون دولار كتعويضات لعائلات العمال. قدمت مرسيدس بنز العديد من الابتكارات التقنية ووخصائص السلامة التي أصبحت فيما بعد شائعة في المركبات الأخرى. مرسيدس بنز هي واحدة من أفضل العلامات التجارية المعروفة والراسخة في العالم.
في مايو 2022، أعلنت شركة مرسيدس-بنز عن بيعها لأغلى سيارة في العالم بسعر 142 مليون دولار (135 مليون يورو). السيارة هي نسخة نادرة جدًا من طراز مرسيدس-بنز SLR 1955، والتي كانت محفوظة في مجموعة السيارات الخاصة بالشركة الألمانية، واشتراها مالك خاص. وأوضحت مرسيدس في إعلانها أن عائدات البيع ستُستخدم لإنشاء صندوق مرسيدس-بنز.
في يونيو 2022، استدعت مرسيدس-بنز ما يقرب من مليون سيارة تم تصنيعها بين عامي 2004 و2015، بسبب مشكلات محتملة في نظام الفرامل ناجمة عن "تآكل متقدم" في أجزاء من النظام.

## الشركات التابعة والتحالفات
بعد تقسيم شركة دايملر إيه جي، أصبح قسم سيارات مرسيدس بنز يتولى الآن إنتاج سيارات مرسيدس بنز وسيارات سمارت.

### مرسيدس- AMG

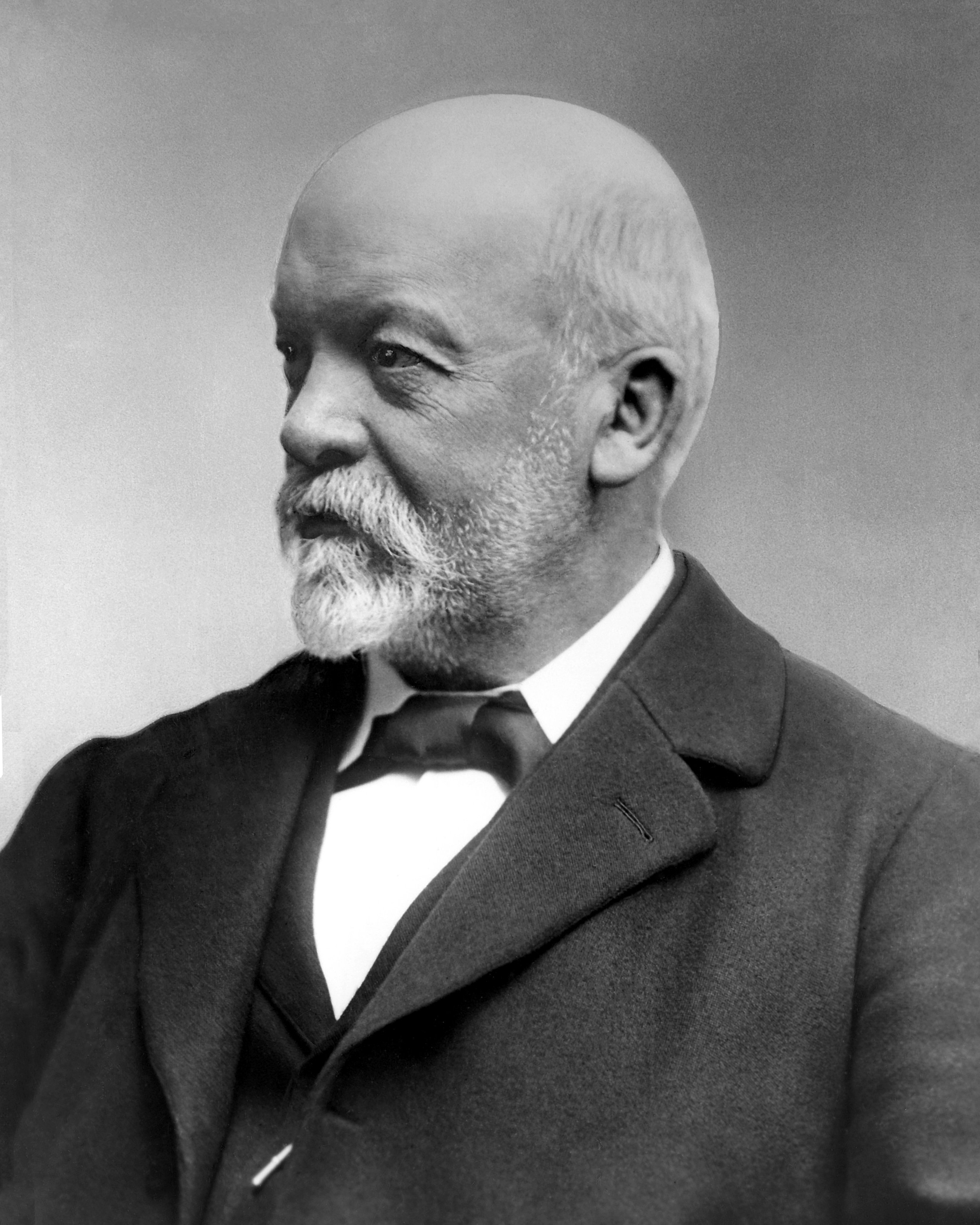
غوتليب دايملر، مؤسس شركة محركات دايملر.

في عام 1999، أصبحت مرسيدس أيه أم جي قسمًا مملوكًا بالأغلبية لشركة مرسيدس-بنز. وفي العام نفسه، تم دمج مرسيدس-AMG ضمن شركة دايملر كرايسلر. اعتبارًا من 1 يناير 1999، حملت الشركة اسم مرسيدس-بنز AMG.

### مرسيدس-مايباخ
كانت علامة مايباخ الفاخرة للغاية تابعة لشركة دايملر تحت قسم سيارات مرسيدس-بنز حتى ديسمبر 2012، عندما توقفت عن الإنتاج بسبب انخفاض المبيعات. عادت العلامة اليوم تحت اسم مرسيدس-مايباخ، لتقدم موديلات فاخرة ومحسنة من سيارات مرسيدس-بنز، مثل مرسيدس-مايباخ S600 موديل 2016. في نوفمبر 2019، ظهرت سيارة مرسيدس-مايباخ GLS 600 SUV لأول مرة.

### الصين
دخلت شركة دايملر في شراكة مع شركة بي واي دي أوتو لتصنيع وبيع سيارة كهربائية تعمل بالبطارية تُعرف باسم "دينزا" في الصين. ومع ذلك، قلّصت الشركة حصتها في المشروع عام 2021، ثم انسحبت تمامًا في يوليو 2024، حيث باعت آخر حصتها البالغة 10%، لتتوقف مجموعة مرسيدس-بنز عن المشاركة في العلامة التجارية الصينية دينزا.

في عام 2016، أعلنت دايملر عن خطط لبيع سيارات كهربائية بالكامل تحمل علامة مرسيدس-بنز في السوق الصينية، ضمن استراتيجيتها للتوسع في قطاع السيارات الكهربائية.

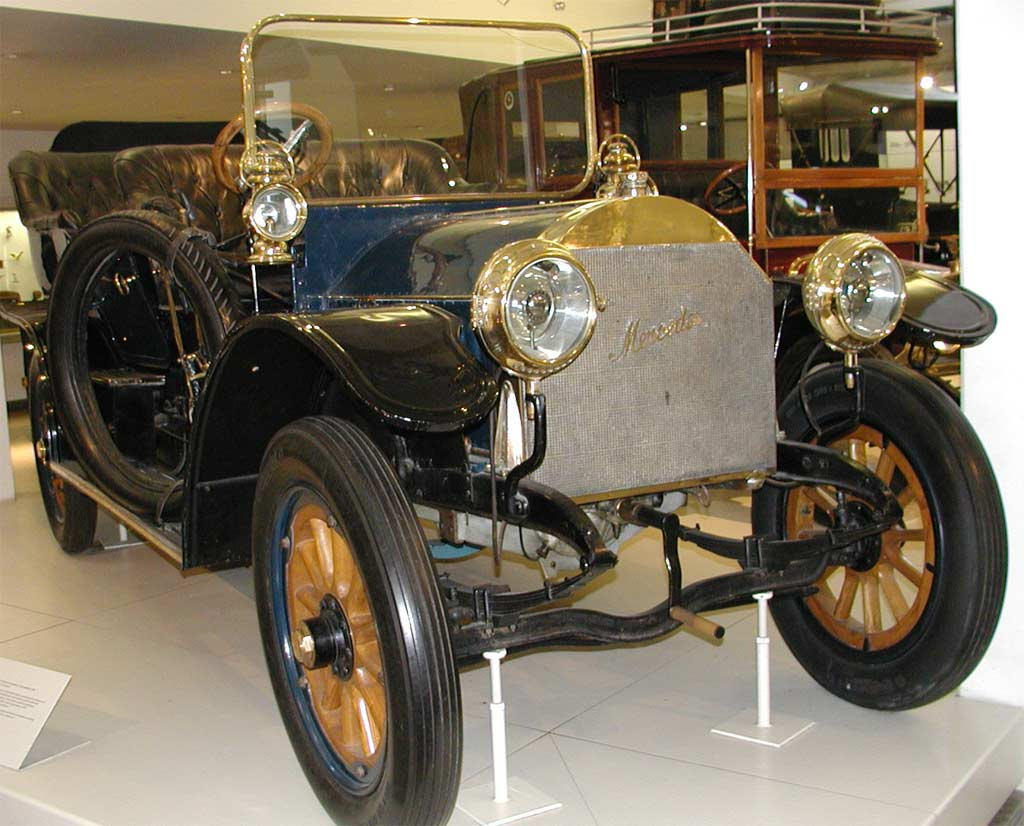
سيارة مرسيدس موديل DMG Simplex 1906 في المتحف الألماني.

تُعد شركة بكين بنز مشروعًا مشتركًا بين دايملر ومجموعة بايك، يهدف إلى إنتاج سيارات تحمل علامة مرسيدس-بنز داخل الصين.

### فيتنام
تأسست شركة مرسيدس-بنز فيتنام في عام 1995 كمشروع مشترك بين شركة سايجون للهندسة الميكانيكية (SAMCO) وشركة دايملر إيه جي. تقوم الشركة بتجميع طرازات مرسيدس-بنز المختلفة من مجموعات CKD داخل مصنعها الواقع في مدينة هوشي منه، وهو أيضًا جزء من الشراكة مع شركة سايجون للهندسة الميكانيكية.
في عامي 2021 و2022، استثمرت مرسيدس-بنز فيتنام حوالي 33 مليون دولار أمريكي لترقية 6 تقنيات رئيسية في المصنع، بهدف الاستعداد لتجميع طرازات AMG.
كان طراز مرسيدس E230 لعام 1996 أول نموذج يتم إنتاجه في مصنع تجميع مرسيدس-بنز في فيتنام، ومثل جزءًا من الدفعة الأولى التي تم تجميعها محليًا.

## الإنتاج

### المصانع
بجانب مصانعها في ألمانيا تقوم مرسيدس بنز بالتصنيع أو التجميع الجزئي في الدول التالية:
| البلد            | القارة          | حاشية |
| ---------------- | --------------- | --- |
| الجزائر          | أفريقيا         | تصنع الحافلات والشاحنات بالتعاون مع الشركة الوطنية للعربات الصناعية (أكتروس وزيتروس ويونيموغ والفئة جي وسبرينتر). |
| الأرجنتين        | أمريكا الجنوبية | تصنع الحافلات والشاحنات ومركبات فيتو وسبرينتر. هذا هو أول مصنع مرسيدس-بنز يقام خارج ألمانيا. بني في عام 1951. |
| أستراليا         | أستراليا (قارة) | تم تجميع طرازات مختلفة في منشأة الصناعات الأسترالية في بورت ملبورن من 1959 إلى 1965. |
| النمسا           | أوروبا          | الفئة G |
| البوسنة والهرسك  | أوروبا          | |
| البرازيل         | أمريكا الجنوبية | تصنع الشاحنات والحافلات. تأسس المصنع عام 1956. تم إنتاج الفئة A ا (W168) من عام 1999 إلى عام 2005، وتم إنتاج الفئة C حتى عام 2010 أيضًا. |
| كندا             | أمريكا الشمالية | مصنع لخلايا الوقود في برنابي في كولومبيا البريطانية، افتتح عام 2012. |
| كولومبيا         | أمريكا الجنوبية | تجميع الحافلات، تأسس المصنع في سواشا عام 2012 وفونزا عام 2015 |
| الصين            | آسيا            | |
| مصر              | أفريقيا         | عبر الشركة المصرية الألمانية للسيارات الفئة E والفئة C والفئة GLK |
| فنلندا           | أوروبا          | يتم تصنيع الفئة A ا (W176) بالتعاون مع شركة فالميت أوتوماتيف في مدينة أوسيكاوبونكي منذ أواخر عام 2013، وهي أول سيارة ركاب من مرسيدس بنز تم بناؤها في هذا البلد. |
| المجر            | أوروبا          | مصنع في كيكسكيميت لتصنيع الفئة B والفئة CLA |
| الأردن           | آسيا            | مصنع لتصنيع الحافلات، إلبـا هاوس في عمان. |
| الهند            | آسيا            | بنغالور (شركة مرسيدس بنز الهند للأبحاث والتطوير ش.ذ.م.م.)، بونه (سيارات الركاب). (شركة دايملر الهند للمركبات التجارية ش.ذ.م.م.) وحدة تصنيع الحافلات والشاحنات والمحركات. |
| إندونيسيا        | آسيا / أستراليا | تصنيع النماذج E250 و E300 AMG من الفئة E. |
| إيران            | آسيا            | |
| ماليزيا          | آسيا            | تجميع المركبات من الفئات C وE وS بواسطة شركة الصناعات الثقيلة الماليزية بيرهاد. |
| المكسيك          | أمريكا الشمالية | تقوم مرسيدس بنز المكسيك بتصنيع بعض سيارات مرسيدس ودايملربالكامل من قطع محلية الصنع (الفئة C والفئة E والفئة M والشاحنات الدولية وأكسور وأتيجو وحافلات مرسيدس)، وتقوم بتصنيع أجزاء كاملة لطرازات أخرى (الفئة CL والفئة CLK والفئة SL والفئة SLK) كما تصنع عددًا مختارًا من الطُرز بشكل جزئي مستخدمة المكونات المستوردة والمكونات المكسيكية من مصادر محلية (الفئة S والفئة CLS والفئة R والفئة GL وسبرينتر). |
| نيجيريا          | أفريقيا         | تجميع الحافلات والشاحنات ومحركات مركبات الدفع البراعي ومركبات سبرينتر |
| روسيا            | أوراسيا         | شركة محاصة مرسيدس-بنز فوستوك للشاحنات في مدينة نابريجنيي تشلني (بالاشتراك مع كاماز). تصنع شاحنات أكتروس وأكسور وعربات الدفع الرباعي متعددة الإستعمالات والأغراض ]ونبموغ. يتم أيضًا إنتاج سبرينتر في روسيا. |
| صربيا            | أوروبا          | ينتج مصنع سيارات بريبوج شاحنات مرسيدس بنز بموجب ترخيص. |
| إسبانيا          | أوروبا          | مصنع في فيتوريا-غاستيز ينتج مركبات مرسيدس بنز فيتو. |
| جنوب أفريقيا     | أفريقيا         | يقع مصنع التجميع في إيست لندن، في مقاطعة كيب الشرقية، حيث يتم بناء كلا الإصدارين الأيمن والأيسر من الفئة C. |
| كوريا الجنوبية   | آسيا            | شركة سانج يونج موتور تنتج طرازات 'مرسيدس-بنز موسو وMB100؛ ونماذج سانج يونج ريكستون. |
| تايوان           | آسيا            | تجميع أكتروس من قبل مجموعة شونغ يي |
| تايلاند          | آسيا            | إنتاج أجزاء الفئات C وE وS بشكل كامل وأجزاء الفئات CLA وGLA وC-coupe و C43 AMG وGLE وCLS. لقد تم اعتباره أكبر مصنع مرسيدس بنز بشكل غير رسمي من حيث عدد من الفئات التي يتم إنتاجها تحت سقف واحد. يتم تشغيل المصنع بموجب عقد تصنيع مع مجموعة ثون بوري |
| تركيا            | أوراسيا         | مرسيدس بنز تورك |
| المملكة المتحدة  | أوروبا          | تم تصميم سيارة SLR الرياضية في مركز مكلارين للتكنولوجيا في ووكينغ. براكلي، نورثامبتونشير، هي مقر مصنع مرسيدس فورمولا واحد، وبريكورث، نورثامبتونشير هو موقع مرسيدس أيه أم جي لتوليد القوة عالية الأداء |
| الولايات المتحدة | أمريكا الشمالية | يتم تصميم كل من الفئة GLE الرياضية ذات الدفع الرباعي، والفئة GL الرياضية الفاخرة ذات الدفع الرباعي كاملة الحجم، ومركبات الفئة C في منشأة الإنتاج مرسيدس بنز الولايات المتحدة الدولية بالقرب من توسكالوسا، ألاباما. تم تجميع الشاحنات (6000 سنويًا في أوائل الثمانينيات) مرة واحدة في هامبتون، فيرجينيا.                                                                                                  |
| فيتنام           | آسيا            | تجميع الفئات E وC وS وGLK وسبرينتر. أنشئ المصنع في عام 1995. |

### تصنيفات الجودة

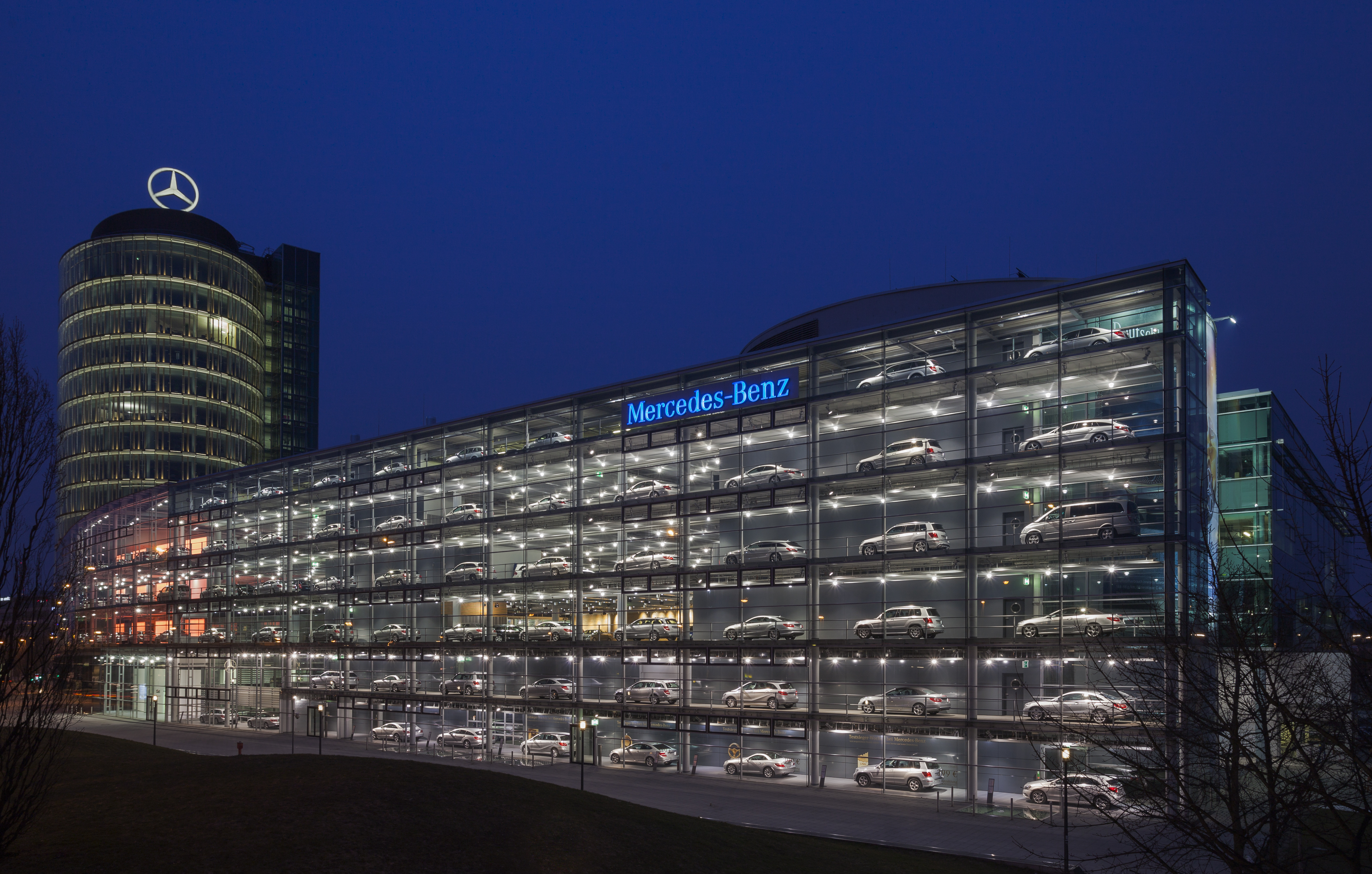
معرض لبيع سيارات مرسيدس بنز في ميونخ، ألمانيا.

تتمتع مرسيدس-بنز بسمعة طيبة في الجودة والمتانة. ومع ذلك، أظهرت بعض المقاييس الموضوعية، مثل استطلاعات جيه دي باور، تراجعًا في هذه السمعة خلال أواخر التسعينيات وأوائل العقد الأول من القرن الحادي والعشرين. بحلول منتصف عام 2005، استعادت مرسيدس مكانتها مؤقتًا إلى متوسط الصناعة فيما يخص الجودة الأولية، وهو مقياس يشير إلى المشكلات التي تواجه السيارات خلال أول 90 يومًا من الملكية، وفقًا لبيانات جيه دي باور.
في دراسة الجودة الأولية التي أجرتها جيه دي باور خلال الربع الأول من عام 2007، حققت مرسيدس تحسنًا كبيرًا، حيث ارتقت من المركز الخامس والعشرين إلى المركز الخامس، وفازت بالعديد من الجوائز عن طرازاتها الجديدة. وفي عام 2008، ارتفع تصنيف الجودة الأولية لمرسيدس-بنز مرة أخرى لتصل إلى المركز الرابع، كما حصل مصنع التجميع في سيندلفينجن بألمانيا على جائزة الجودة البلاتينية.
في عام 2011، صنفت دراسات الجودة الأولية وموثوقية المركبات التي أجرتها جيه دي باور في الولايات المتحدة سيارات مرسيدس-بنز أعلى من المتوسط من حيث جودة التصنيع والموثوقية. وفي دراسة مماثلة أجرتها جيه دي باور في المملكة المتحدة خلال العام نفسه، حصلت مرسيدس على تصنيف أعلى من المتوسط أيضًا.
بالإضافة إلى ذلك، أظهرت دراسة أجرتها iSeeCars.com لصالح رويترز عام 2014 أن مرسيدس-بنز سجلت أدنى معدل استدعاء للمركبات مقارنة بمنافسيها، مما يعزز سمعتها في السوق.

## سيارات مرسيدس بنز

### سيارات الركاب الشخصية
تقدم مرسيدس بنز مجموعة متنوعة من المركبات المخصصة للركاب والمركبات التجارية الخفيفة والمركبات التجارية الثقيلة. تصنع هذه المركبات في العديد من البلدان حول العالم. كما تنتج شركة دايملر أيه جي أيضًا سيارات مدينة من طراز سمارت.
الفئات
منذ ربيع عام 1993 تم تقسيم خطوط الإنتاج إلى الفئات:
سيارات السيدان (بما في ذلك الهاتشباك والسيدان العائلية)
- مرسيدس بنز الفئة A
- مرسيدس بنز الفئة C (متوفرة أيضًا كنموذج سيدان عائلية)
- مرسيدس بنز الفئة E (متوفرة أيضًا كنموذج سيدان عائلية)
- مرسيدس بنز الفئة S (متوفرة أيضًا بقاعدة عجلات طويلة)

السيارات المكشوفة / الكوبيه
- مرسيدس بنز الفئة C كوبيه
- مرسيدس بنز CLA (مستندة على سلسلة الإنتاج W 176 من الفئة A، وهي متاحة أيضًا بخمسة أبواب)
- مرسيدس بنز CLC (مستندة على سلسلة الإنتاج W 203 من الفئة C)
- مرسيدس بنز CLK (مستندة على الفئة C، يتوفر منها أيضًا سيارات مكشوفة)
- مرسيدس بنز الفئة E كوبيه (مستندة تقنيًا على الفئة C والفئة E، يتوفر منها أيضًا سيارات مكشوفة)
- مرسيدس بنز CL (مستندة على الفئة S حتى 2013، ثم على الفئة S كوبيه)
- مرسيدس بنز CLS (كوبيه بأربعة أبواب، وكانت متوفرة أيضًا بخمسة أبواب حتى عام 2016)
- مرسيدس بنز الفئة S كوبيه
- مرسيدس بنز الفئة SL
- مرسيدس بنز SLC
- مرسيدس بنز SLK
- مرسيدس بنز SLR ماكلارين (سيارة رياضية قوية، ومتاح منها رودستير أيضاً)
- مرسيدس بنز SLS AMG (كوبيه بأبواب تفتح للأعلى، ومتاح منها رودستير أيضاً)

سيارات الطرق الوعرة / متعددة الأغراض / الدفع الرباعي / نصف نقل
- مرسيدس بنز الفئة G
- مرسيدس بنز GLA (مستندة على سلسلة الإنتاج W 176 من الفئة A)
- مرسيدس بنز GLC  [لغات أخرى]‏
- مرسيدس بنز GLK
- مرسيدس بنز GLE
- مرسيدس بنز الفئة M (حتى عام 2015، عرضت باسم ML xxx)
- مرسيدس بنز GLS
- مرسيدس بنز GL (حتى 2015)
- مرسيدس بنز الفئة X

السيارات العائلية كبيرة الحجم / الحافلات الصغيرة / النقل / ذات السقف العالي
- مرسيدس بنز الفئة B
- مرسيدس بنز الفئة R
- مرسيدس بنز الفئة V
- مرسيدس بنز فانيو
- مرسيدس بنز فيانو (حتى 2014)

### الشاحنات
منذ ديسمبر 2021، أصبح قسم شاحنات مرسيدس-بنز جزءًا من شركة شاحنات دايملر، ويشمل ذلك شركات فرعية أخرى كانت جزءًا من اندماج دايملر كرايسلر.
في عام 1886، باع جوتليب دايملر أول شاحنة في العالم.
إن أول مصنع تم بناؤه خارج ألمانيا بعد الحرب العالمية الثانية كان في الأرجنتين. في البداية، كانت مرسيدس-بنز تنتج شاحنات، وتم تعديل العديد منها بواسطة أطراف ثالثة لاستخدامها كحافلات والمعروفة باسم "كوليكتيفو".

### الحافلات

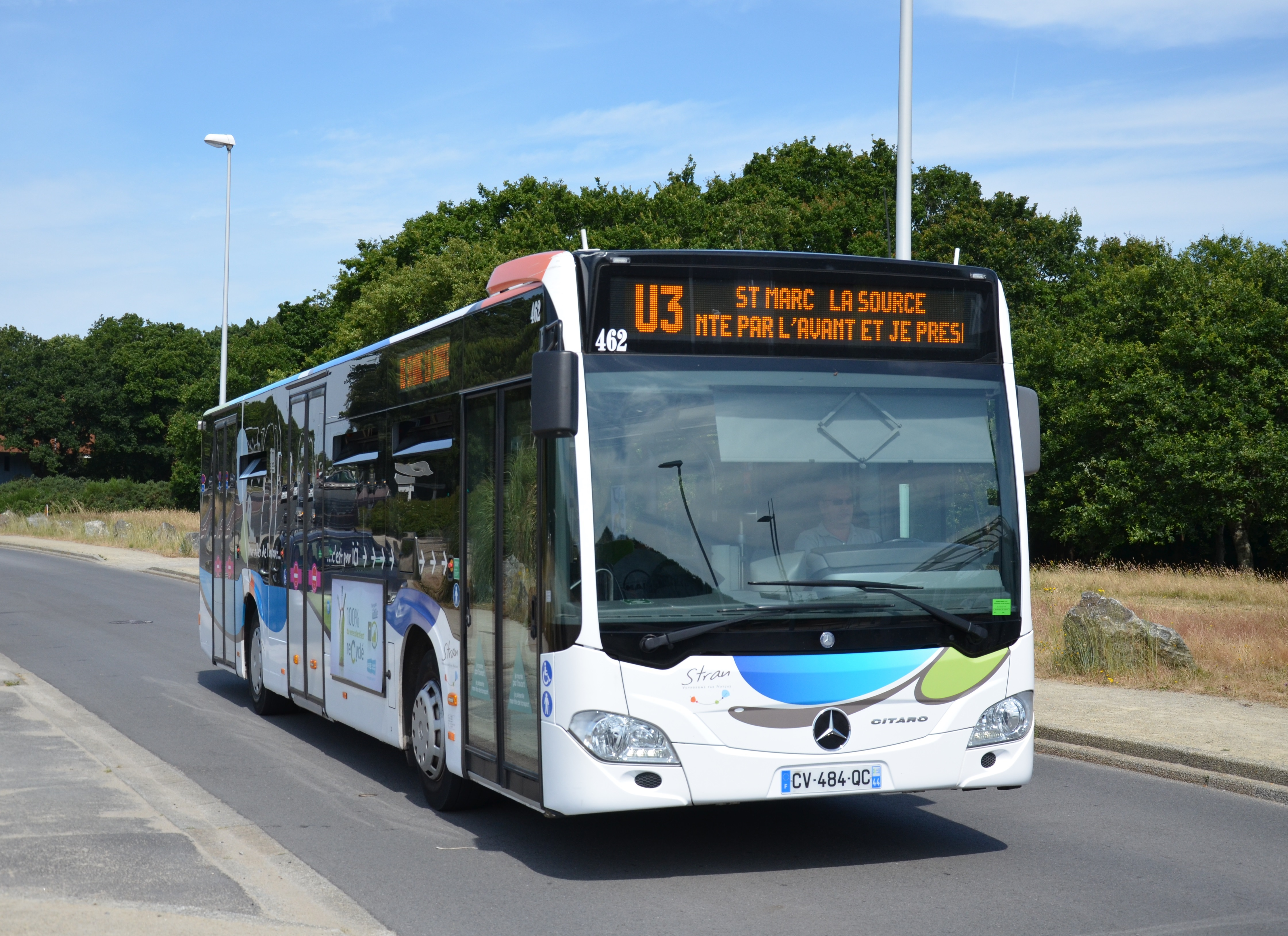
حافلة مرسيدس STRAN Citaro (الجيل الثاني) في يونيو 2014

تنتج شركة مرسيدس-بنز الحافلات منذ عام 1895 في مانهايم بألمانيا. ومنذ عام 1995، أصبحت علامات حافلات ومركبات مرسيدس-بنز تحت مظلة شركة EvoBus GmbH.
منذ ديسمبر 2021، أصبحت EvoBus تابعة لشركة Daimler Truck AG. تقوم شركة EvoBus من خلال فروعها الإقليمية بتسويق هذه الحافلات في الدول الأوروبية. أما في مناطق أخرى من العالم، فقد انتقلت مهام التسويق والمبيعات إلى الشركات الإقليمية التابعة لشركة Daimler Truck.
تنتج مرسيدس-بنز مجموعة واسعة من الحافلات والمركبات، خاصة في أسواق أوروبا وآسيا. وكان أول طراز قد تم إنتاجه بواسطة كارل بنز في عام 1895.

### السيارات الكهربائية
افتتحت مرسيدس مصنعها السادس للبطاريات في عام 2018، مما جعلها محل اهتمام النقاد الذين اعتبروا سيارة السيدان الكهربائية EQS منافسًا قويًا لشركة تسلا. تمتد مصانع البطاريات الستة على ثلاث قارات.  

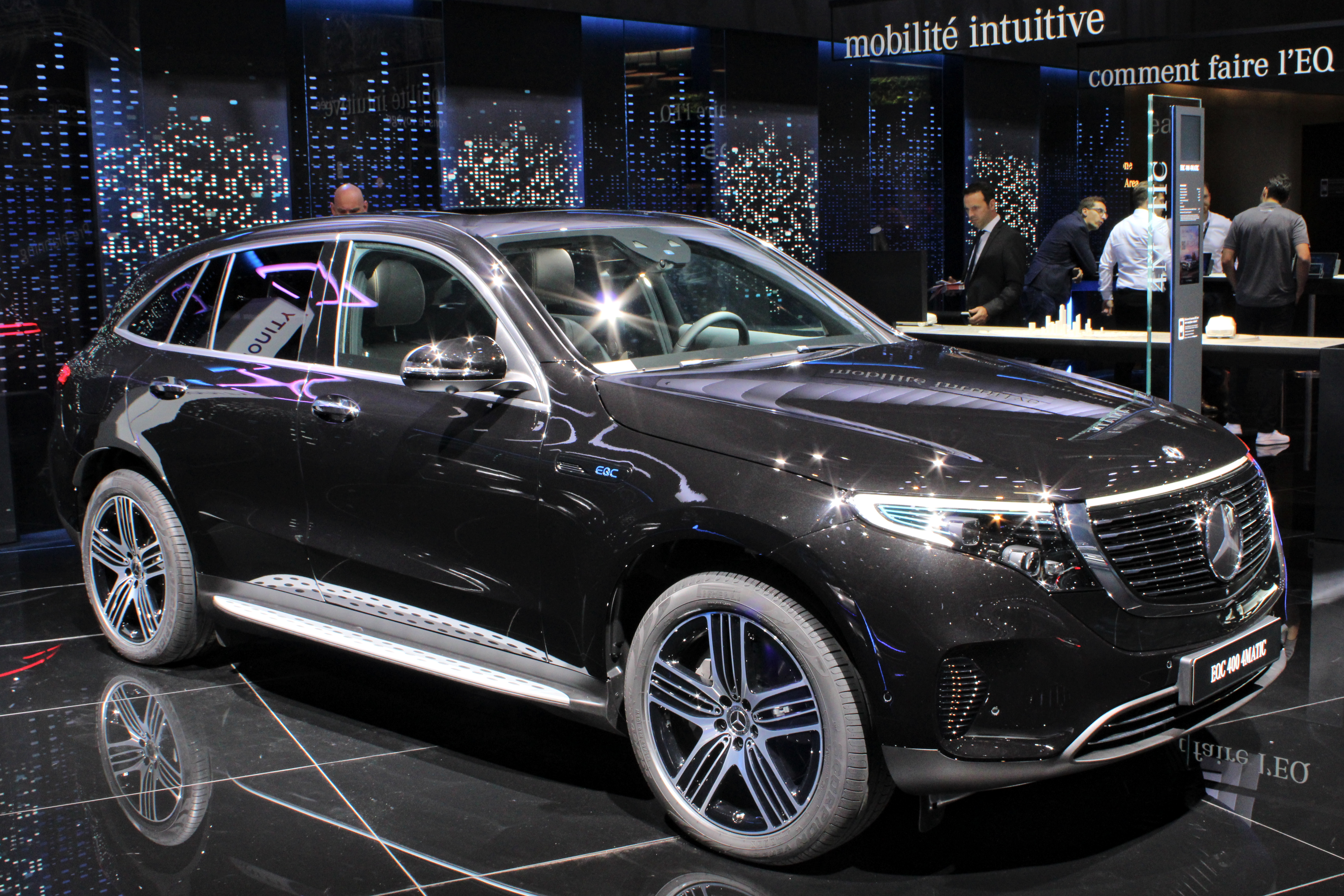
مرسيدس بنز EQC، في معرض باريس للسيارات 2018.

كما أطلقت مرسيدس علامتها الكهربائية EQ مع سيارة الدفع الرباعي EQC، التي بدأت إنتاجها في عام 2019. وفي سبتمبر 2018، كشفت مرسيدس عن EQC، أول سيارة كهربائية بالكامل للشركة، خلال حدث أقيم في.  
في معرض الإلكترونيات الاستهلاكية لعام 2020 في لاس فيغاس، كشفت مرسيدس عن سيارة VISION AVTR المستوحاة من فيلم الخيال العلمي Avatar لعام 2009. وعلى الرغم من أن AVTR سيارة نموذجية، إلا أنها تقدم "دلائل على ميزات قد تظهر في سيارات مرسيدس المستقبلية".  
بحلول عام 2022، أعلنت شركة دايملر أنها ستستثمر 11 مليار دولار لضمان توفر نسخة كهربائية بالكامل أو هجينة من كل طراز من سيارات مرسيدس-بنز في السوق.  
وفي هذا الإطار، صرح ماركوس شيفر بما يلي:  
«سيتم تصنيع سياراتنا الكهربائية في ستة مصانع على ثلاث قارات. نحن نستهدف جميع شرائح السوق، بدءًا من سيارة Smart fortwo الصغيرة ذات المقعدين إلى سيارات الدفع الرباعي الكبيرة. تُعد البطارية المكون الأساسي في التنقل الكهربائي، وباعتبارها قلب سياراتنا الكهربائية، فإننا نولي أهمية كبيرة لتصنيعها في مصانعنا. بفضل شبكة مصانع البطاريات العالمية لدينا، نحن في موقع ممتاز: حيث إن قرب المصانع من مواقع تصنيع المركبات يضمن إمدادات مثالية للإنتاج. وفي حال حدوث طلب مرتفع على المدى القصير في منطقة أخرى من العالم، فإن مصانعنا مجهزة جيدًا للتصدير. مبادرة مرسيدس-بنز نحو السيارات الكهربائية تسير في الاتجاه الصحيح. شبكة الإنتاج العالمية لدينا جاهزة للتنقل الكهربائي. نحن نعمل على كهربة المستقبل»
في الوقت نفسه، وبعد إعلان أودي أنها ستخفض أكثر من 9,000 وظيفة بحلول عام 2025، أعلن مالك مرسيدس-بنز عن تخفيض حوالي 10,000 وظيفة عالميًا للتركيز على السيارات الكهربائية.  
في يناير 2021، كشفت مرسيدس-بنز عن سيارتها الكهربائية الجديدة EQA، وهي سيارة دفع رباعي كهربائية بالكامل تتمتع بمدى يصل إلى 426 كيلومترًا، وبدأ بيعها في أوروبا في 4 فبراير في نفس العام.

### السيارات الرياضية

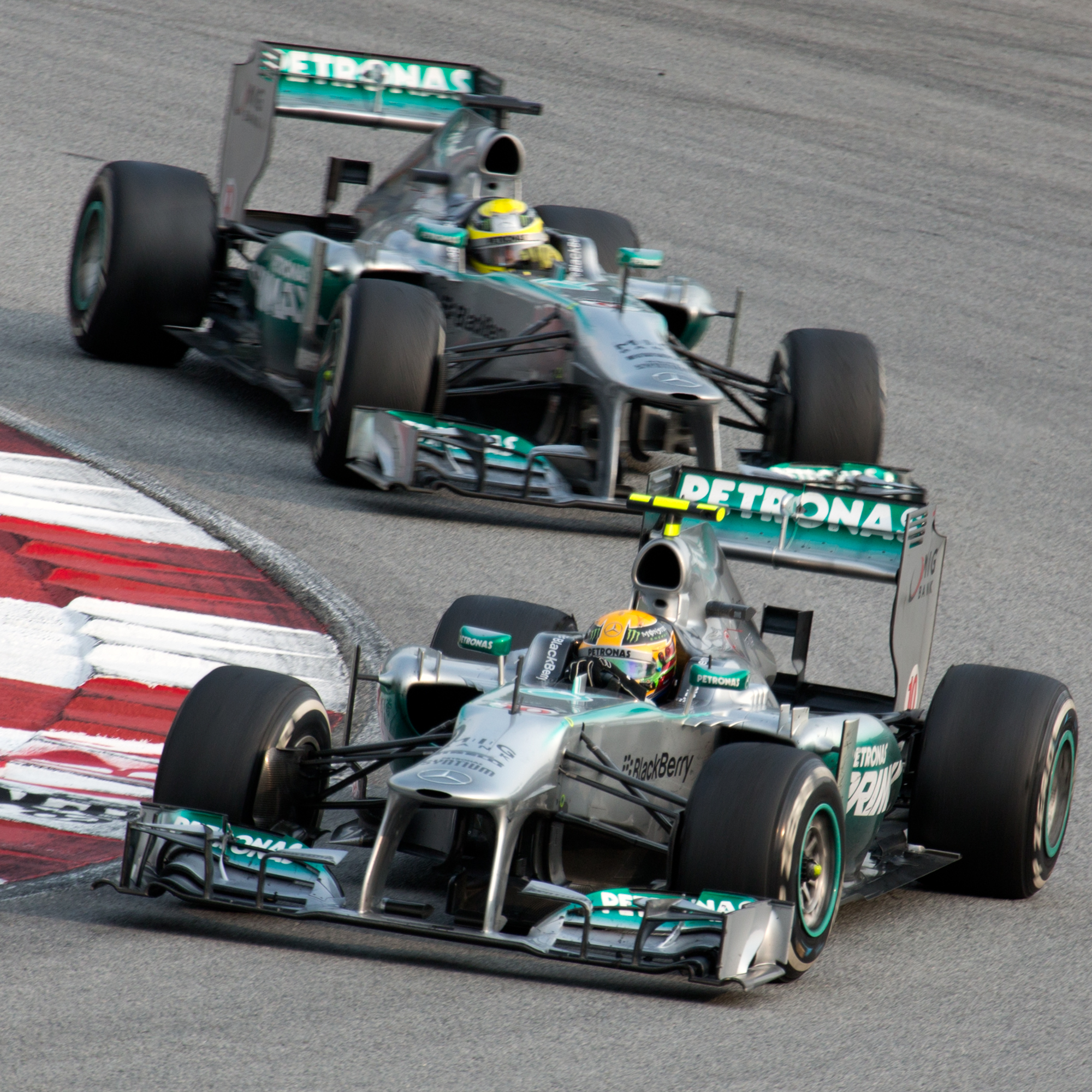
سيارتا مرسيدس-AMG للفورمولا واحد في سباق الجائزة الكبرى الماليزي لعام 2013

كانت الشركتان اللتان اندمجتا لتشكيل علامة مرسيدس-بنز في عام 1926 قد حققتا نجاحًا في رياضة سباق السيارات منذ بداياتهما المنفصلة. شاركت سيارة واحدة من إنتاج شركة بنز في أول سباق سيارات في العالم (سباق باريس-روان عام 1894)، حيث أنهى إميل روجر السباق في المركز الرابع عشر بزمن قدره 10 ساعات ودقيقة واحدة. وعلى مدار تاريخها الطويل، شاركت الشركة في مجموعة متنوعة من أنشطة رياضة السيارات، بما في ذلك سباقات السيارات الرياضية وسباقات الرالي. وعلى الرغم من هذا الإرث، انسحبت مرسيدس-بنز من رياضة السيارات في عدة مناسبات لفترات طويلة، كان أبرزها في أواخر ثلاثينيات القرن الماضي وبعد كارثة سباق لو مان عام 1955، حيث اصطدمت سيارة مرسيدس-بنز 300 SLR بسيارة أخرى (أوستن-هيلي)، وانطلقت إلى المدرجات، مما أدى إلى مقتل أكثر من 80 متفرجًا. وفي العام نفسه حقق ستيرلينغ موس ومساعده دينيس جينكينسون [الإنجليزية] فوزًا تاريخيًا في سباق ميل ميليا بإيطاليا، مسجلين متوسط سرعة قياسي بلغ حوالي 98 ميلاً في الساعة باستخدام سيارة مرسيدس-بنز 300 SLR.  
على الرغم من بعض النشاط الرياضي خلال السنوات الفاصلة، لم تعد مرسيدس-بنز إلى المنافسة الرئيسية إلا في عام 1987، عندما عادت للمشاركة في سباقات لو مان، و"دويتشه تورنفاغن ماسترس" (DTM)، وسباقات الفورمولا 1 بالتعاون مع ساوبر. شهدت تسعينيات القرن الماضي شراكة مرسيدس-بنز مع شركة "إلمور" البريطانية (المعروفة الآن باسم مرسيدس-بنز لتقنيات الأداء العالي)، وشاركت في سباقات "إندي كار" تحت لوائح "USAC/CART". توجت هذه الجهود بفوزها بسباق "إنديانابوليس 500" لعام 1994 وبطولة "CART IndyCar World Series" في نفس العام مع السائق آل أنسر جونيور. كما شهدت التسعينيات عودة مرسيدس-بنز إلى سباقات السيارات الرياضية باستخدام سيارة "مرسيدس-بنز CLK GTR"، التي حققت للشركة لقبين في فئة GT1 التابعة للاتحاد الدولي للسيارات (FIA).  
حاليًا، تنشط مرسيدس-بنز في فئتين رئيسيتين من رياضة السيارات: سباقات الفورمولا 1 وسباقات السيارات الرياضية.

### السيارات الروبوتية
في ثمانينيات القرن الماضي، قامت مرسيدس ببناء أول سيارة روبوت في العالم بالتعاون مع فريق البروفيسور إرنست ديكمانز [الإنجليزية] من الجامعة الألمانية في ميونيخ. استوحى الاتحاد الأوروبي من نجاح ديكمانز وأطلق في عام 1987 مشروع بروميثيوس ضمن برنامج EUREKA لتطوير مركبات ذاتية القيادة بتمويل يقارب 800 مليون يورو.
في عام 1995، قاد فريق ديكمانز سيارة مرسيدس الفئة S المُعاد تصميمها ذاتيًا في رحلة طويلة من ميونيخ في بافاريا إلى كوبنهاغن في الدنمارك والعودة، وصلت السيارة الروبوت إلى سرعات تتجاوز 175 كيلومتر/ساعة (ما يعادل 109 ميل/ساعة) على الطرق السريعة، وهي سرعة مسموح بها في بعض أجزاء الطرق السريعة الألمانية (الأوتوبان).
في أكتوبر 2015، قدمت الشركة سيارة Vision Tokyo، وهي حافلة كهربائية ذاتية القيادة ذات خمسة مقاعد تعمل بنظام هجين من خلايا وقود الهيدروجين. توصف هذه الحافلة الأنيقة للغاية بأنها "محطة استرخاء وسط فوضى حركة المرور في المدن الكبرى".

### أهم الطرازات التي انتجت
- 1928: سيارة سباق SSK
- 1930: سيارة احتفالية ورسمية "جروسر مرسيدس" 770
- 1934: 500 ك
- 1936: 260 د أول سيارة إنتاج ديزل في العالم
- 1936: 170
- 1938: سيارة W125 التجريبية التي حطمت الأرقام القياسية
- 1939: 320A
- 1951: 300، المعروفة باسم "أديناور مرسيدس"
- 1953: موديلات "بونتون"
- 1954: 300SL "جولوينج"
- 1956: 190SL
- 1959: موديلات "فينتيل"
- 1960: 220SE كابريوليه
- 1963: 600 "جراند مرسيدس"
- 1963: 230SL "باغودا"
- 1965: الفئة-S
- 1966: 300SEL 6.3
- 1968: سيارات W114 المدمجة "الجيل الجديد"
- 1969: مركبة C111 التجريبية
- 1972: 350SL، 350SLC
- 1974: 450SEL 6.9
- 1977: W123 - أول عربة ستيشن واغن من مرسيدس
- 1978: 300SD - أول سيارة ديزل توربيني من مرسيدس
- 1979: 500SEL وG-Class
- 1983: 190E 2.3–16
- 1989: 300SL، 500SL
- 1990: 500E
- 1991: 600SEL
- 1993: C-Class
- 1995: C43 AMG
- 1995: SL73 AMG، 7.3 V12
- 1996: SLK
- 1997: A-Class و الفئة M
- 2004: SLR McLaren وCLS-Class
- 2007: BlueTec E320 وGL320 Bluetec وML320 Bluetec وR320 Bluetec
- 2010: SLS AMG
- 2013: CLA-Class
- 2016: AMG GT
- 2019: EQ
- 2021: EQA
- 2022: EQS وAMG ONE

تقدم مرسيدس سيارات الليموزين المصفحة مرسيدس-بنز بولمان جارد 600 أو 600S، والتي استخدمها الدبلوماسيون في جميع أنحاء العالم.

## تسمية السيارات

### قبل سنة 1994
استخدمت مرسيدس-بنز حتى عام 1994 نظامًا أبجديًا رقميًا لتصنيف مركباتها. كان النظام يتكون من تسلسل من الأرقام يساوي تقريبًا سعة المحرك باللترات مضروبة في 100، يليه ترتيب من اللاحقات الأبجدية التي تشير إلى نوع الهيكل ونوع المحرك.
- يشير الحرف "C" إلى طراز هيكل كوبيه أو كابريوليه (على سبيل المثال، طرازي CL وCLK، على الرغم من أن الفئة C استثناء، حيث إنها متوفرة أيضًا كسيارة سيدان أو عربة ستيشن).
- يشير الحرف "D" إلى أن السيارة مجهزة بمحرك ديزل.
- يشير الحرف "E" (لـ "Einspritzung") إلى أن محرك السيارة مجهز بنظام حقن وقود البنزين. يستخدم أيضًا للطرازات الكهربائية والهجينة القابلة للشحن.
- استخدم الحرف "G" في الأصل لمركبة Geländewagen للطرق الوعرة، ولكن يتم تطبيقه الآن على سيارات الدفع الرباعي من مرسيدس بشكل عام (G وGLA وGLC وGLE وGLK وGLS).
- استخدم الحرف "K" في ثلاثينيات القرن العشرين، للإشارة إلى محرك مزود بشاحن فائق ("Kompressor"). ثلاثة استثناءات: SLK وSSK وCLK، حيث يشير الحرف "Kurz" (قاعدة عجلات قصيرة) (على الرغم من أن SLK[1] وSSK مزودتان بشاحن فائق).
- يشير "L" إلى "Leicht" (خفيف الوزن) للطرازات الرياضية و"Lang" (قاعدة العجلات الطويلة) لطرازات السيدان.
- يشير "R" إلى "Rennen" (سباق)، ويستخدم لسيارات السباق (على سبيل المثال، 300SLR).
- "S" Sonderklasse "فئة خاصة" للطرازات الرائدة، بما في ذلك سيارات S-Class وSLR McLaren وSLS الرياضية.
- يشير "T" إلى "Touring" ونمط هيكل السيارة ستيشن واجن.

بعض الموديلات في الخمسينيات كانت تحتوي أيضًا على أحرف صغيرة (b، c، وd) للإشارة إلى مستويات تجهيز معينة. بالنسبة لموديلات أخرى، لم يكن الجزء الرقمي من التسمية يتطابق مع سعة المحرك. تم استخدام هذا النهج لإظهار موقع الموديل ضمن مجموعة الموديلات بغض النظر عن السعة أو في مصفوفة الأسعار. بالنسبة لهذه المركبات، كانت السعة الفعلية باللتر تضاف إلى التسمية.
وكان الاستثناء هو الفئة 190 التي حملت التسمية الرقمية "190" للإشارة إلى مستوى الدخول في الموديل، مع إضافة التسمية والسعة على الجانب الأيمن من صندوق الأمتعة (مثل 190E 2.3 لمحرك بنزين رباعي الأسطوانات سعة 2.3 لتر، و190D 2.5 لمحرك ديزل خماسي الأسطوانات سعة 2.5 لتر، وهكذا). بعض الموديلات القديمة (مثل SS وSSK) لم تتضمن قمًا في تسميتها على الإطلاق.

### 1994 إلى 2014
في عام 1994، أعادت مرسيدس بنز تنظيم نظام التسمية الخاص بها. تم تصنيف الموديلات ضمن "فئات" محددة تشير إليها تسميات بثلاثة أحرف (كما هو موضح في "مجموعة الموديلات الحالية")، يليها ثلاثة أرقام. تشير الأرقام إلى إزاحة المحرك باللترات مضروبة في 10، باستثناء بعض طرازات AMG التي تستخدم رقمين فقط. لم تعد الإصدارات المختلفة من نفس الطراز مثل نسخة الديزل أو الستايشن تحمل أحرف مميزة. أما سيارات SLR وSLS الخارقة، فلا تحمل أي تسميات رقمية.
في الوقت الحالي، لا تعكس العديد من التسميات الرقمية الإزاحة الفعلية للمحرك، بل تعكس الأداء النسبي أو استراتيجية التسويق. على سبيل المثال، سيارة A45 AMG ذات محرك بسعة لترين تنتج قوة 355 حصانًا، مما يبرر تسمية أعلى للإشارة إلى أدائها المتفوق. مثال آخر هو أن سيارة E250 CGI تقدم أداءً أفضل من E200 CGI بفضل ضبط المحرك، رغم أن كلاهما يستخدم محركًا بسعة 1.8 لتر. بالإضافة إلى ذلك، تُظهر تسميات مثل E200 درجة أعلى من "الرقي" مقارنةً بـ E180 من منظور تسويقي.
أما طرازات AMG الحديثة، فتستخدم التسمية "63" تكريمًا لمحرك M100 سعة 6.3 لتر من الستينيات، رغم أن هذه الطرازات قد تأتي بمحركات مختلفة، مثل محرك 6.2 لتر (M156)، أو 5.5 لتر (M157)، أو حتى 4.0 لتر في بعض الحالات.
تحمل بعض النماذج تسميات إضافية تشير إلى ميزات خاصة:
- "4MATIC" تعني أن السيارة مزودة بنظام الدفع الرباعي.
- "BlueTEC" تشير إلى محرك ديزل مزود بمعالجة عادم باستخدام نظام الاختزال الحفزي الانتقائي [الإنجليزية].
- "BlueEFFICIENCY" تشير إلى ميزات خاصة لتحسين كفاءة استهلاك الوقود (مثل الحقن المباشر، نظام التوقف والتشغيل، تعديلات الديناميكا الهوائية، وغيرها).
- "CGI" (حقن البنزين المشحون) تعني أن المحرك مزود بنظام حقن بنزين مباشر.
- "CDI" (الحقن المباشر بالسكك المشتركة) تشير إلى محرك ديزل يعمل بنظام السكك المشتركة.
- "Hybrid" تعني أن السيارة هجينة أي تعمل بمحرك بنزين أو ديزل إلى جانب محرك كهربائي.
- "NGT" تعني أن المحرك يعمل بالغاز الطبيعي.
- "Kompressor" تشير إلى محرك مزود بشاحن فائق.
- "Turbo" تعني أن المحرك مزود بشاحن توربيني، وتُستخدم فقط في موديلات الفئات A وB وE وGLK.
- "AMG Line" تعني أن السيارة مزودة بمزايا فاخرة مستوحاة من سيارات AMG الرياضية، سواء في الداخل أو في المحرك حسب الطراز.

### 2015 وما بعدها
تم الإعلان عن ترشيد تسمية النموذج في نوفمبر 2014 للنماذج المستقبلية. تدمج التغييرات العديد من التسميات المربكة ومواضعها في نطاق النموذج مثل CL-Class تسمى الآن الفئة S كوبيه. ينقسم هيكل التسمية إلى أربع فئات: الأساسية، المركبات على الطرق الوعرة / سيارات الدفع الرباعي، الكوبيه بأربعة أبواب، والطريق. لم تتأثر AMG GT وV-Class بالتغيير. في أكتوبر 2016، كشفت مرسيدس النقاب عن الفئة X. شاحنة صغيرة مبنية على نيسان نافارا. في معرض باريس للسيارات لعام 2016، أعلنت الشركة عن EQ، وهي عائلة من السيارات الكهربائية ذات البطاريات القادمة المرتكزة على منصة معيارية، من المتوقع أن تمثل ما يصل إلى 25 ٪ من مبيعاتها العالمية بحلول عام 2025.
| النواة    | مركبات الطرق الوعرة / سيارات الدفع الرباعي | 4 أبواب كوبيه | رودستر    |
| --------- | ------------------------------------------ | ------------- | --------- |
| أ         | GLA                                        | CLA           |           |
| ب         | GLB                                        | CLA           |           |
| ج         | GLC                                        |               | SLC       |
| هـ        | GLE                                        | CLS           |           |
| س         | GLS                                        | CLS           | م         |
| غير معروف | G                                          | غير معروف     | غير معروف |

ملاحظة: يتم وضع CLA بين طرازي A وB، بينما يقع CLS بين الفئتين E وS.
بالإضافة إلى التسميات المنقحة، فإن مرسيدس-بنز لديها تسميات جديدة لأنظمة القيادة.
| تيار                            | جديد                         | مثال                  |
| ------------------------------- | ---------------------------- | --------------------- |
| محرك الغاز الطبيعي              | ج لـ "الغاز الطبيعي المضغوط" | ب 200 ج               |
| BlueTec CDI                     | د "ديزل"                     | ش 350 د GLA 200 د     |
| المكونات في الهجين محرك كهربائي | ه ل "الكهربائية"             | ق 500 ه ب 250 هـ      |
| خلية الوقود                     | و عن "خلية الوقود"           | ب 200 و               |
| الهجين BlueTEC HYBRID           | ح ل "الهجين"                 | ق 400 ساعة E 300 ساعة |
| 4MATIC                          | 4MATIC (دفع رباعي)           | E 400 4MATIC          |

حولت A45 AMG المنقحة لعام طراز 2016 فصاعدًا تعيين النموذج إلى الجانب الأيمن بينما كانت AMG على الجانب الأيسر. بدأ هذا الاتجاه مع مرسيدس مايباخ مع MAYBACH على اليسار وS500 / S600 على اليمين.

## السجل البيئي
طورت شركة مرسيدس-بنز سيارات متعددة المفاهيم تعمل بأنظمة دفع بديلة، مثل الهجين الكهربائي، والكهربائي بالكامل، وخلايا الوقود. عرضت مرسيدس-بنز في معرض فرانكفورت للسيارات عام 2007 سبعة نماذج هجينة، بما في ذلك السيارة النموذجية F700 المزودة بمحرك هجين كهربائي يجمع بين محرك ديزل وبنزين (DiesOtto).  

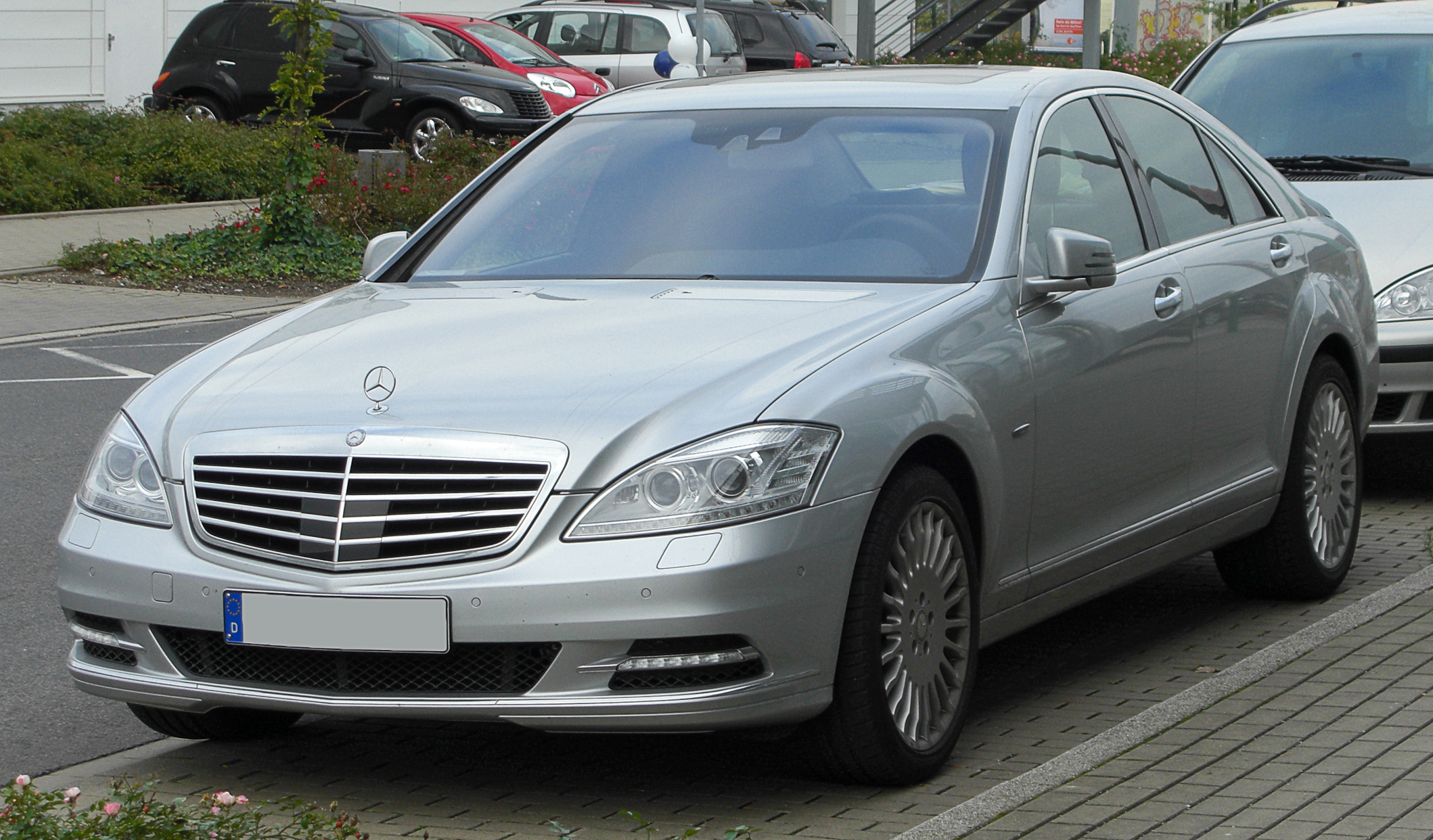
مرسيدس بنز S 400 بلو هايبرد 2010. أول سيارة هجينة تعتمد على بطارية ليثيوم أيون

في عام 2009، كشفت مرسيدس-بنز عن ثلاثة مفاهيم BlueZERO في معرض أمريكا الشمالية الدولي للسيارات، حيث تضمنت كل سيارة نظام دفع مختلف: كهربائي يعمل بالبطارية، كهربائي بخلايا الوقود، وهجين يجمع بين البنزين والكهرباء. وفي العام نفسه، عرضت مرسيدس سيارة Vision S500 PHEV النموذجية بمدى كهربائي يصل إلى 31 كيلومترًا وانبعاثات ثاني أكسيد الكربون تبلغ 74 غرام/كم وفقًا لدورة القيادة الأوروبية الجديدة [الإنجليزية].  
منذ عام 2002، طورت مرسيدس-بنز سيارة F-Cell التي تعمل بخلايا الوقود. النسخة الحالية، المبنية على الفئة B، تتمتع بمدى يصل إلى 250 ميلًا وهي متاحة للإيجار، مع بدء الإنتاج التجاري المقرر في عام 2014. كما أعلنت مرسيدس عن نسخة كهربائية بالكامل من سيارة SLS الرياضية باسم SLS AMG E-Cell، مع بدء التسليم المتوقع في عام 2013.  
في عام 2009، أطلقت مرسيدس سيارة S400 BlueHYBRID، التي تعد أول سيارة هجينة في العالم تستخدم بطارية أيونات الليثيوم. وفي منتصف عام 2010، بدأت مرسيدس بإنتاج شاحنة Vito E-Cell الكهربائية بالكامل.  
في عام 2008، أعلنت مرسيدس-بنز عن خططها لإطلاق أسطول تجريبي من السيارات الكهربائية الصغيرة خلال سنتين إلى ثلاث سنوات. وبدأت مرسيدس وشركة Smart في التحضير لاعتماد واسع للسيارات الكهربائية في المملكة المتحدة من خلال تركيب نقاط شحن كهربائية في شبكات وكلائها. وتم تركيب 20 وحدة شحن من نوع Elektrobay في سبعة مواقع كجزء من مشروع تجريبي، مع خطط للتوسع لاحقًا في عام 2010.  

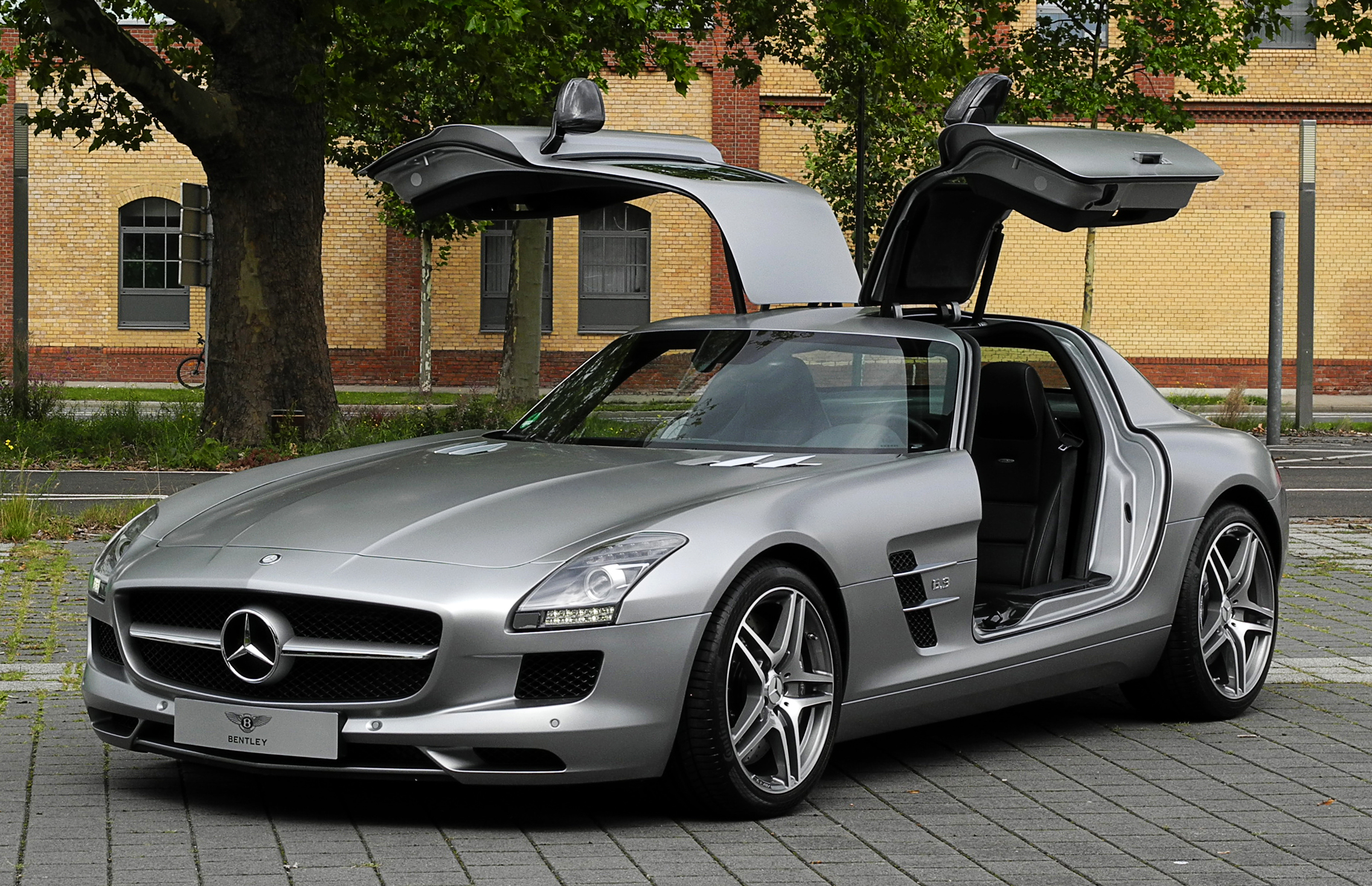
مرسيدس-بنز أس أل أس أيه أم جي، نسخة كهربائية بالكامل من السيارة الرياضية SLS

في الولايات المتحدة، فرضت غرامة قياسية قدرها 30.66 مليون دولار على مرسيدس-بنز في عام 2009 بسبب عدم تحقيق معايير الاقتصاد في استهلاك الوقود الفيدرالية. كما تخضع بعض سيارات مرسيدس، مثل S550 وجميع طرازات AMG المباعة في الولايات المتحدة، لضريبة إضافية على استهلاك الوقود. ومع ذلك، فإن الطرازات الحديثة من AMG المزودة بمحرك M157 لن تخضع لهذه الضريبة بفضل تحسين كفاءة استهلاك الوقود.  
علاوة على ذلك، أظهرت طرازات مزودة بمحركات M276 وM278 كفاءة أفضل في استهلاك الوقود. ولكن في عام 2008، كانت مرسيدس الأسوأ من بين جميع الشركات المصنعة الأوروبية الكبرى من حيث متوسط انبعاثات ثاني أكسيد الكربون، حيث احتلت المرتبة الأخيرة بمعدل 181 غرام/كم، وكانت أيضًا في نفس الوضع في عامي 2007 و2006 بمعدلات انبعاث بلغت 181 غرام و188 غرام/كم على التوالي.  
ودفعت مرسيدس غرامة إضافية قدرها 38 مليون دولار لعدم تحقيق معايير الاقتصاد في استهلاك الوقود بين عامي 2008 و2011.  
في مايو 2017، دخلت مرسيدس في شراكة مع شركة Vivint Solar لتطوير بطاريات تخزين الطاقة المنزلية بالطاقة الشمسية.  
وفي فبراير 2018، أعلنت مرسيدس أن فلاتر هواء مقصورات سياراتها حصلت على شهادة تقدير لكونها "صديقة للربو والحساسية".

## شعار مرسيدس
في يونيو 1909، سجلت شركة دايملر موتورين جيزيلشافت (DMG) علامتين تجاريتين مميزتين: النجمة الثلاثية والنجمة الرباعية. وعلى الرغم من تسجيل كلتا العلامتين، استخدمت النجمة الثلاثية فقط في المستقبل.
كانت النجمة الثلاثية تحمل معاني عميقة بالنسبة لشركة دايملر موتورين جيزيلشافت. فقد صممت لتكون رمزًا للأهداف الطموحة التي كان يسعى جوتليب دايملر لتحقيقها في مجال المحركات، حيث كانت تمثل تطلعاته نحو التوسع في ثلاثة مجالات رئيسية: على الأرض، وفي الماء، وفي الهواء.

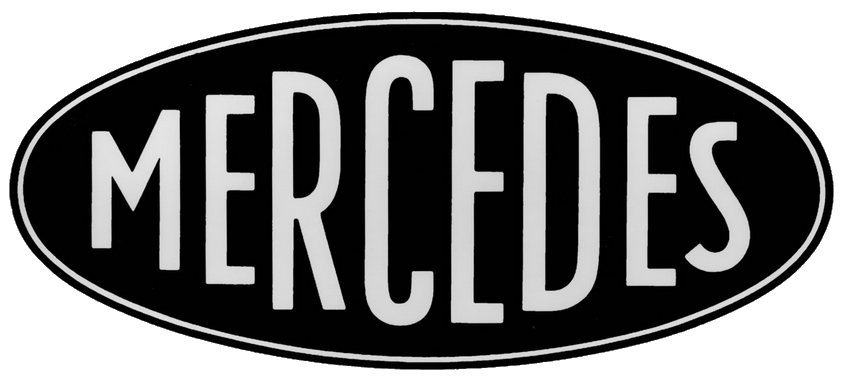
1902–1909
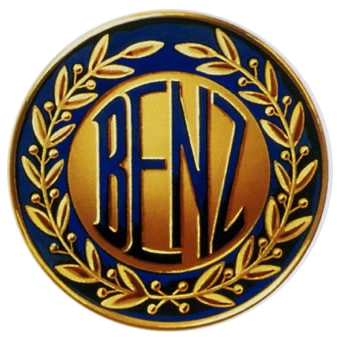
1909–1916
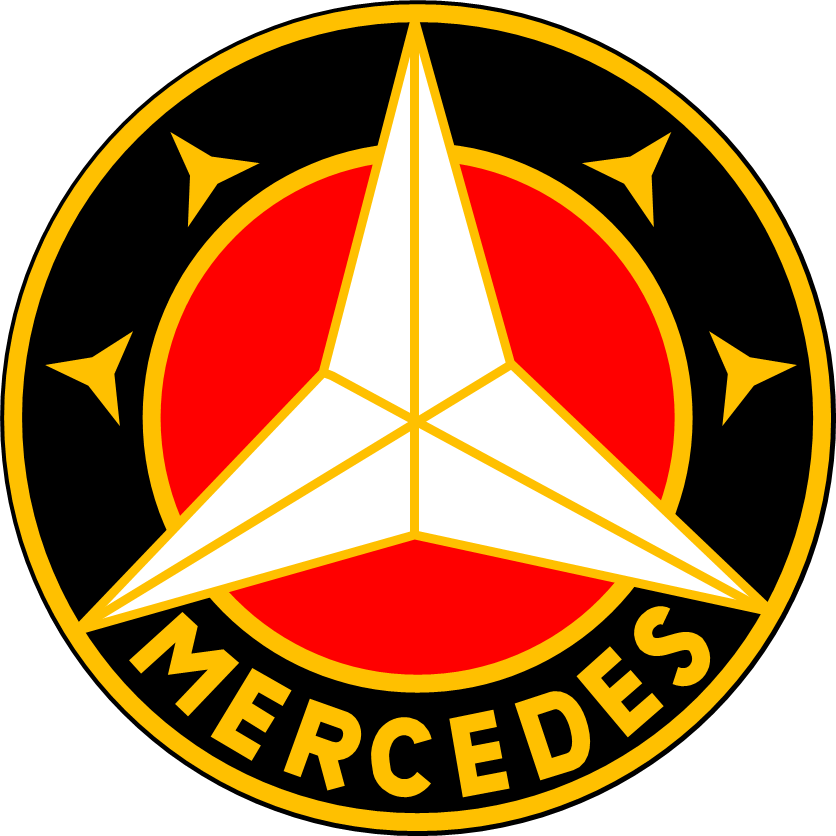
1916–1926
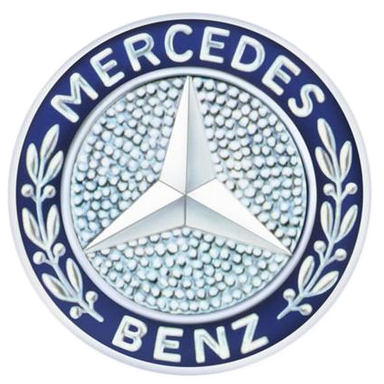
1926– حتى الوقت الحاضر
1980– حتى الوقت الحاضر
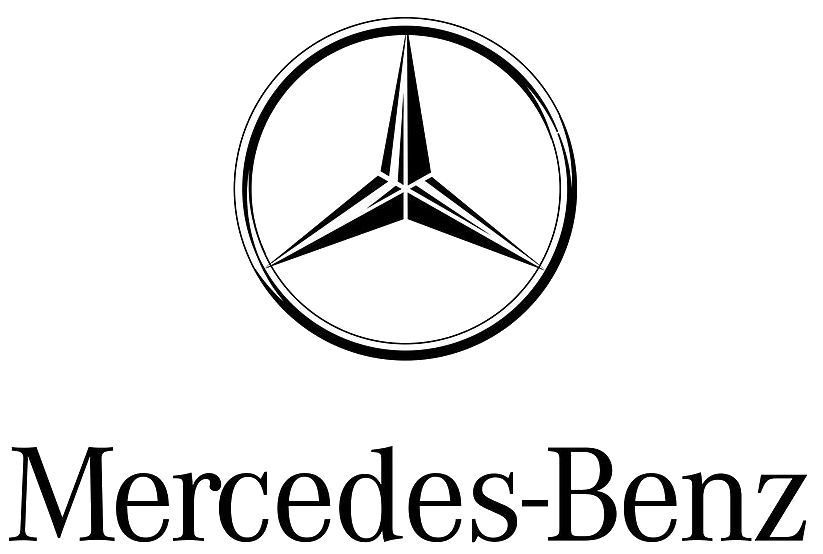
1990– حتى الوقت الحاضر

## شخصيات بارزة
- بول براكو [الإنجليزية]: مصمم سيارات بارز في القرن العشرين.
- أدولف دايملر: كبير المهندسين والمدير التنفيذي وعضو مجلس الإدارة من 1899 إلى 1913، وهو ابن غوتليب دايملر ومطور شعار العلامة التجارية.[98]
- بيلا باريني [الإنجليزية]: رائد في مجال سلامة السيارات (قوقعة سلامة الركاب الصلبة)، انضم إلى دايملر-بنز عام 1937.[99]
- فيلهلم مايباخ: رائد في صناعة السيارات، التقى غوتليب دايملر لأول مرة في عام 1865.[100]
- فيرديناند بورشه: مؤسس شركة بورشه، انضم إلى مرسيدس عام 1923 وطور تقنية "الكومبريسور".[101]
- برونو ساكو [الإنجليزية]: انضم إلى دايملر-بنز كمصمم عام 1958، وأصبح رئيس التصميم عام 1975 وتقاعد عام 1999.[102]
- رودولف أولينهوت [الإنجليزية]: انضم إلى دايملر-بنز عام 1931، شملت تصميماته سيارات "السهم الفضي" و300 SL و300 SLR.[103]
- أدولف أيخمان: زعيم نازي ومجرم حرب، عمل في مصنع الشركة بالأرجنتين بعد الحرب العالمية الثانية.[104]
- رودولف كاراكيولا: أحد أعظم سائقي الجائزة الكبرى في التاريخ، قاد سيارات مرسيدس-بنز "السهم الفضي" في المنافسات.
- جوسيف غانتس: مستشار تقني و"الأب الروحي" لمرسيدس-بنز W136، بفضل تصميم نظام التعليق المستقل والمحور المتأرجح.
- خوان مانويل فانجيو: بطل العالم في الفورمولا 1 خمس مرات، وكان رئيسًا فخريًا لشركة مرسيدس-بنز الأرجنتين من 1987 حتى وفاته في 1995.
- مايكل شوماخر: بطل العالم في الفورمولا 1 سبع مرات، قاد لفريق مرسيدس في بطولة العالم للتحمل في الثمانينيات، ثم لفريق الفورمولا 1 من 2010 إلى 2012.
- لويس هاميلتون: بطل العالم في الفورمولا 1 سبع مرات وسائق حالي لفريق مرسيدس منذ 2013. يحمل الرقم القياسي لعدد مراكز الانطلاق الأولى (104) والانتصارات في السباقات (105). قضى مسيرته الكاملة باستخدام محركات مرسيدس منذ 2007 وكان مرتبطًا بالشركة منذ أن كان في الثالثة عشرة من عمره.
- نيكو روزبرغ: بطل العالم في الفورمولا 1 لعام 2016، قاد لفريق مرسيدس للفورمولا 1 من 2010 إلى 2016. حقق جميع انتصاراته ومراكز الانطلاق الأولى مع مرسيدس ويعمل حاليًا كسفير للعلامة التجارية.
- توتو وولف: الرئيس التنفيذي ومدير فريق مرسيدس-إيه إم جي بتروناس للفورمولا 1.

## براءات الأختراع

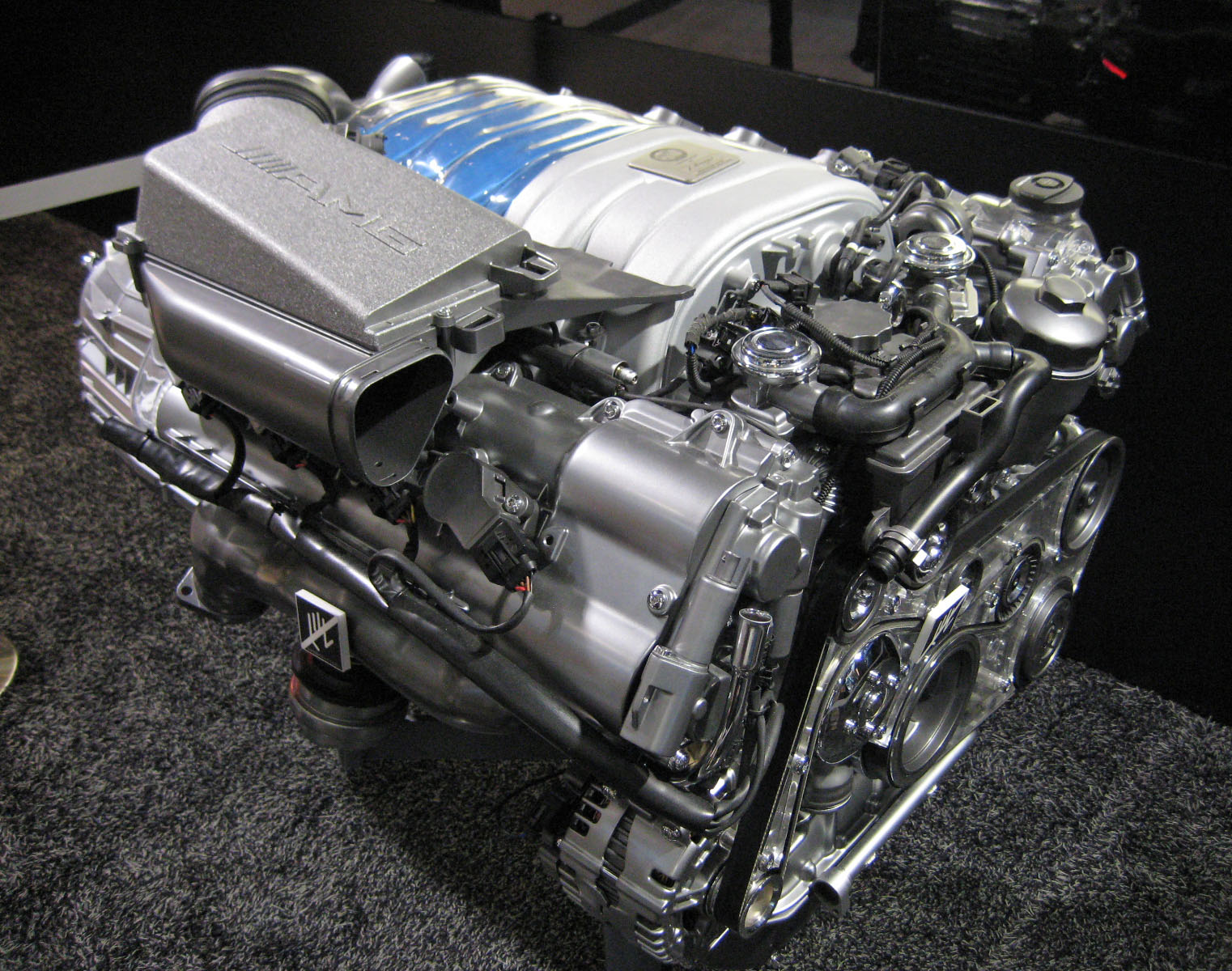
بمحرك مرسيدس بنز M156 AMG، V8 DOHC سعة 6.3 لتر في معرض طوكيو للسيارات 2007

شهدت سيارات مرسيدس-بنز على مدار سنوات إنتاجها العديد من الابتكارات التكنولوجية المهمة من أبرزها:
1. محرك الاحتراق الداخلي: تم تطوير أول سيارة تعمل بمحرك احتراق داخلي بشكل مستقل من قبل بنز ودايملر ومايباخ عام 1886.
2. الرادياتير المشبّك: اخترعه دايملر، ولا يزال يُستخدم في جميع المركبات المبردة بالماء حتى اليوم.
3. كربراتير الطفو: من اختراعات دايملر أيضًا، واستُخدم حتى تم استبداله بنظام حقن الوقود.
4. الشاسيه المنخفض: أول سيارة أُطلق عليها اسم "مرسيدس" من قبل دايملر كانت أول مركبة بتصميم حديث، حيث تم خفض الهيكل ووضعه بين العجلات الأمامية والخلفية مع محرك أمامي وعجلات خلفية مدفوعة، بينما كانت السيارات السابقة تُعرف بـ "العربات بدون خيول" مع مركز جاذبية مرتفع.
5. أول سيارة ركاب مزودة بمكابح على العجلات الأربع: في عام 1924.
6. أول سيارة ركاب تعمل بالديزل: طراز مرسيدس-بنز 260 D عام 1936.
7. الحقن المباشر للوقود: طُرح لأول مرة في سيارة مرسيدس-بنز 300SL Gullwing.
8. هيكل الأمان: المعروف بـ "خلية الأمان" مع مناطق تجعد أمامية وخلفية، تم تطويره لأول مرة في عام 1951. يُعتبر هذا الابتكار أحد أهم التطورات في سلامة السيارات.
9. نظام التحكم في الجر: في عام 1959، حصلت مرسيدس-بنز على براءة اختراع لجهاز يمنع دوران العجلات المدفوعة، وتم تطبيق نظام التحكم في الجر في عام 1987 للتحكم أثناء التسارع والفرملة.
10. نظام المكابح المانعة للانغلاق (ABS): قُدّم لأول مرة على طراز W116 450SEL 6.9، وأصبح قياسيًا في الفئة S-Class W126 ابتداءً من عام 1979.
11. الوسائد الهوائية: أُدخلت لأول مرة في السوق الأوروبية مع الفئة S لعام 1981.
12. مشددات حزام الأمان: تم تقديمها لأول مرة في طراز عام 1981 من الفئة S. تعمل هذه التقنية على شد الحزام فورًا في حالة الاصطدام لإزالة أي ارتخاء وحماية الركاب من الاندفاع للأمام.
13. ناقل الحركة الأوتوماتيكي ذو السبع سرعات "7G-Tronic": أُطلق لأول مرة في سبتمبر 2003.
14. برنامج الثبات الإلكتروني (ESP)، ونظام مساعدة المكابح، والعديد من تقنيات الأمان الأخرى: جميعها طُورت واختُبرت ونُفذت لأول مرة بواسطة مرسيدس-بنز.

وقد قامت مرسيدس-بنز بترخيص بعض من ابتكاراتها لاستخدامها من قبل المنافسين، مما أدى إلى جعل مناطق الاصطدام ونظام منع انغلاق المكابح (ABS) قياسية في جميع السيارات الحديثة.

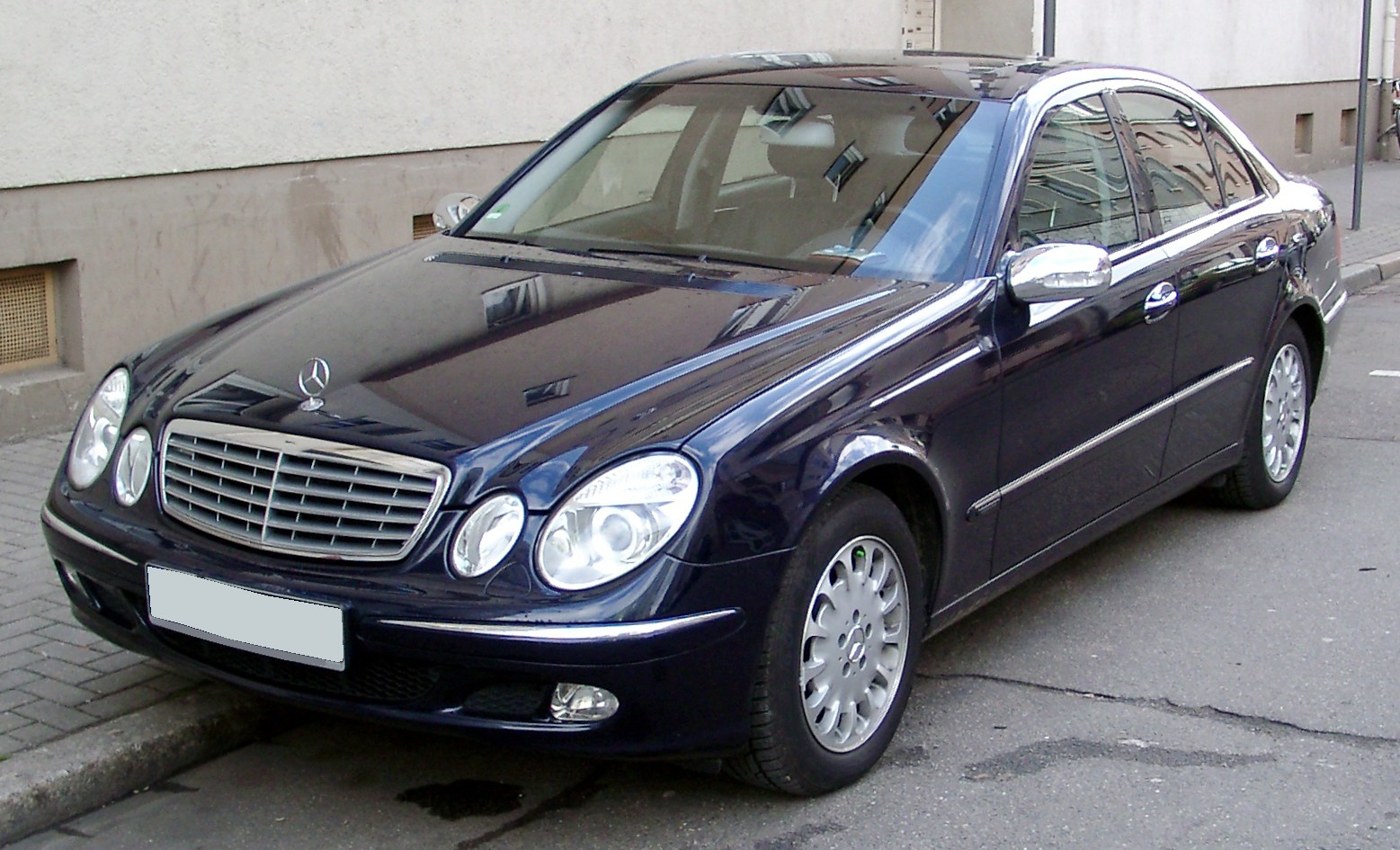
سيارة مرسيدس-بنز (W211) E320 CDI

كما حققت سيارة مرسيدس-بنز (W211) E320 CDI، المزودة بمحرك ديزل سداسي الأسطوانات (V6) بسعة 3.0 لتر يعمل بتقنية الحقن المشترك (Common Rail) وشاحن توربيني متغير الهندسة (VGT) يولد قوة 224 حصانًا (167 كيلوواط) ثلاثة أرقام قياسية عالمية في التحمل. قطعت السيارة مسافة 100,000 ميل (160,000 كيلومتر) في وقت قياسي بمتوسط سرعة 224.823 كيلومتر/ساعة (139.70 ميل/ساعة). شاركت ثلاث سيارات متطابقة في هذا التحدي، حيث سجلت واحدة منها الرقم القياسي المذكور، بينما سجلت السيارتان الأخريان أرقامًا قياسية عالمية في الوقت اللازم لقطع مسافة 100,000 كيلومتر (62,137 ميل) و50,000 ميل (80,000 كيلومتر) على التوالي. بعد انتهاء جميع السيارات الثلاث من الاختبار، بلغ مجموع المسافة المقطوعة 300,000 ميل (480,000 كيلومتر)، وتمت المصادقة على جميع الأرقام القياسية من قبل الاتحاد الدولي للسيارات.
نظام "Pre-Safe" من مرسيدس-بنز:
قدمت مرسيدس-بنز نظامًا مبتكرًا يُسمى "Pre-Safe" للكشف عن احتمال وقوع حادث وتهيئة أنظمة السلامة في السيارة للاستجابة بشكل مثالي. يحسب النظام قوة الكبح المثلى اللازمة لتجنب الحادث في الحالات الطارئة ويجعلها متاحة فور ضغط السائق على دواسة الفرامل. بالإضافة إلى ذلك، يتم تجهيز الركاب عبر شد أحزمة الأمان، وإغلاق فتحة السقف والنوافذ، وضبط المقاعد في الوضع الأمثل.
محرك M133 في مرسيدس-بنز A45 AMG:
كان محرك M133 بقدرة 181 حصانًا لكل لتر المثبت في سيارة مرسيدس-بنز A45 AMG (اعتبارًا من يونيو 2013) أقوى محرك توربو رباعي الأسطوانات في إنتاج السلسلة، ويتمتع بأحد أعلى كثافات القوة في المركبات المخصصة للركاب.
جوائز السلامة:
حصلت مرسيدس-بنز على جائزة السلامة في حفل توزيع جوائز "What Car?" لعام 2007.

## التعديل والتطوير
تعمل عدة شركات مثل برابوس ورينتك وكارلسون على تعديل سيارات مرسيدس-بنز بهدف تحسين الأداء أو زيادة الفخامة لنماذج معينة. تُعتبر AMG القسم الداخلي للأداء العالي لدى مرسيدس-بنز، وهي متخصصة في إنتاج نسخ عالية الأداء من معظم سيارات مرسيدس-بنز.
تتميز محركات AMG بأنها تُبنى يدويًا بالكامل، حيث يحمل كل محرك مكتمل ملصق عليه توقيع المهندس الذي قام ببنائه. أصبحت AMG ملكًا كاملاً لمرسيدس-بنز منذ عام 1999. يُعد طراز SLS AMG 2009، الذي يُعيد إحياء تصميم جناح النورس الشهير لطراز 300SL، أول سيارة يتم تطويرها بالكامل من قبل فريق AMG.

## الرعاية

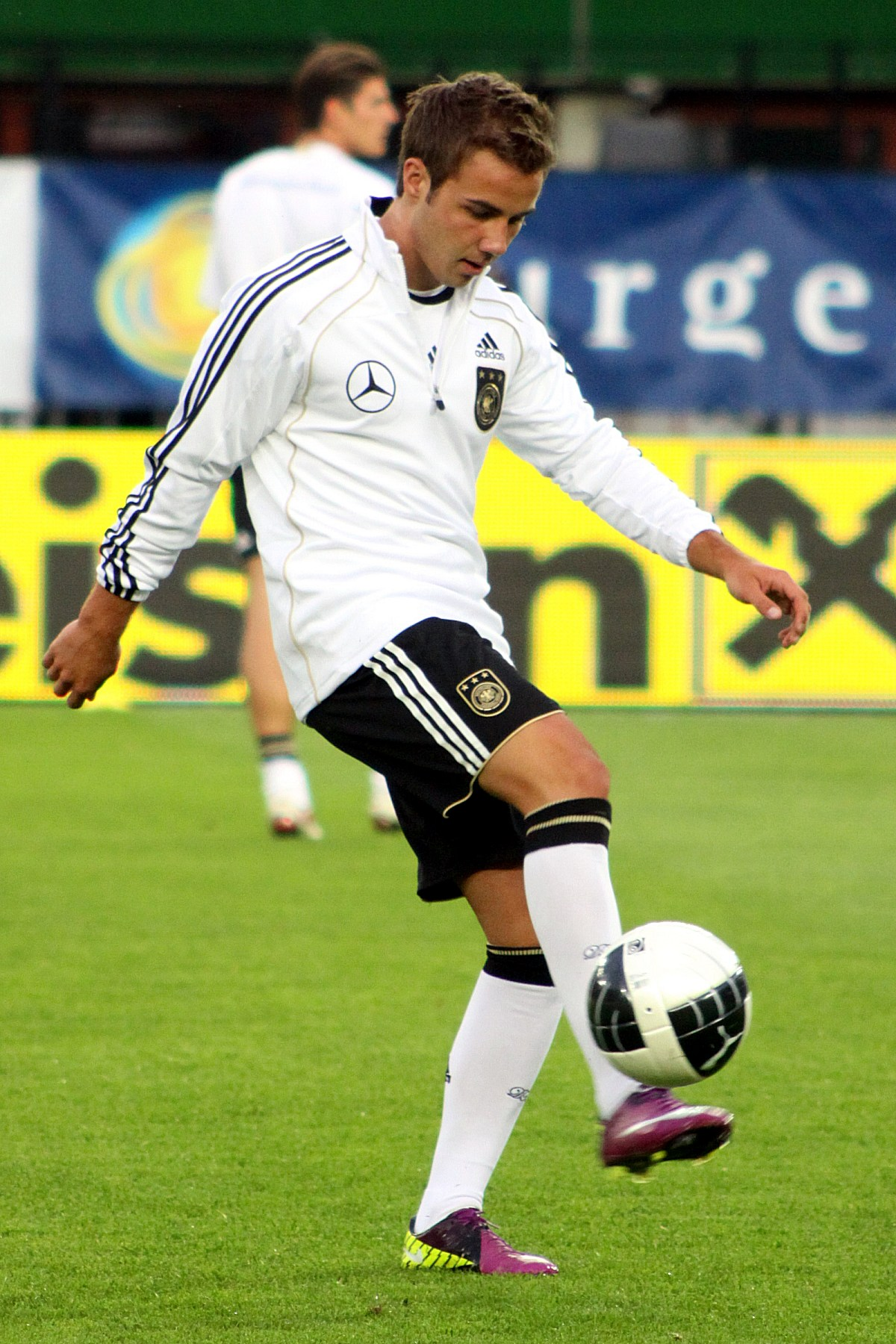
شعار شركة مرسيدس على قميص لاعب في المنتخب الألماني.

كانت مرسيدس-بنز هي الراعي الرسمي للمنتخب الوطني الألماني لكرة القدم حتى عام 2018. كما أنها رعت نادي شتوتغارت في الدوري الألماني (البوندسليغا)، وامتلكت حقوق تسمية ملعب النادي المعروف سابقًا باسم مرسيدس-بنز أرينا حتى يونيو 2023. بالإضافة إلى ذلك، كانت الشركة تملك عقد حقوق تسمية لمدة عشر سنوات لملعب Caesars Superdome لكرة القدم الأمريكية في نيو أورلينز من عام 2011 حتى 2021. في 24 أغسطس 2015، تم الإعلان عن مرسيدس-بنز كراعي حقوق تسمية ملعب مرسيدس-بنز ستاديوم، وهو ملعب فريق أتلانتا فالكونز الذي افتُتح في أغسطس 2017 (يقع مقر مرسيدس-بنز في الولايات المتحدة بمنطقة أتلانتا الكبرى).
عملت مرسيدس-بنز مع ستيفن فراين المعروف باسم داينامو لإنتاج فيديو بعنوان Dynamo vs Coulthard. في الفيديو، قاد سائق الفورمولا 1 ديفيد كولتهارد سيارة مرسيدس-بنز SL63 AMG بسرعة السباقات مع داينامو، قبل أن يقوم داينامو بقيادة السيارة حول نفس المضمار معصوب العينين ومحاطًا بالمؤثرات النارية. كان هذا العرض جزءًا من ختام الموسم الثالث من برنامج Dynamo: Magician Impossible الذي عُرض على قناة Watch البريطانية.
ومن أجل الترويج لإصدار لعبة Mario Kart 8 تعاونت شركة نينتندو مع مرسيدس-بنز لإضافة ثلاث سيارات من تاريخها إلى اللعبة، وهي مرسيدس-بنز GLA 2014، وSL 300 رودستر 1957، وW25 سيلفر آرو 1934، كخيارات في اللعبة. وضمن الشراكة، ظهر ماريو ولويجي وبيتش في إعلانات تلفزيونية يابانية للترويج لسيارة مرسيدس-بنز GLA 2014.
في عام 2022، تم اختيار مرسيدس-بنز كراعٍ رسمي لكأس AFF ميتسوبيشي إلكتريك إلى جانب شركات أخرى مثل Maspion Holdings، وWuling، وGree، وYanmar، وTiger Brokers.

## اقرأ أيضا
- ترومف (شركة)

## وصلات خارجية
- الموقع الرسمي